# 佐賀市

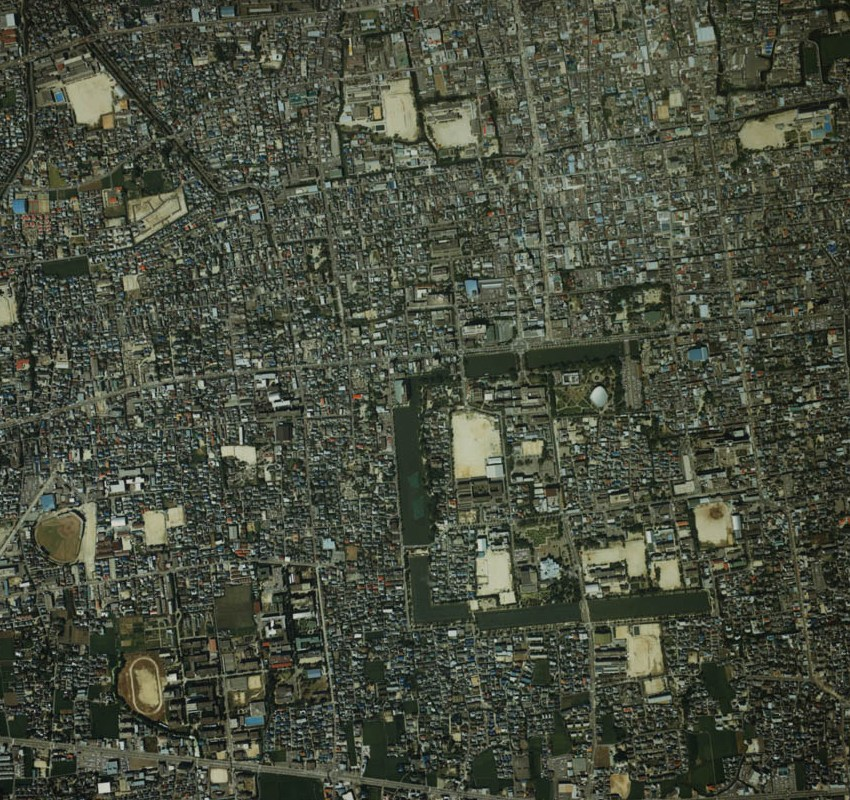
佐賀市中心部の航空写真。
（中央やや右下に「逆コの字型」の佐賀城跡の堀がある）

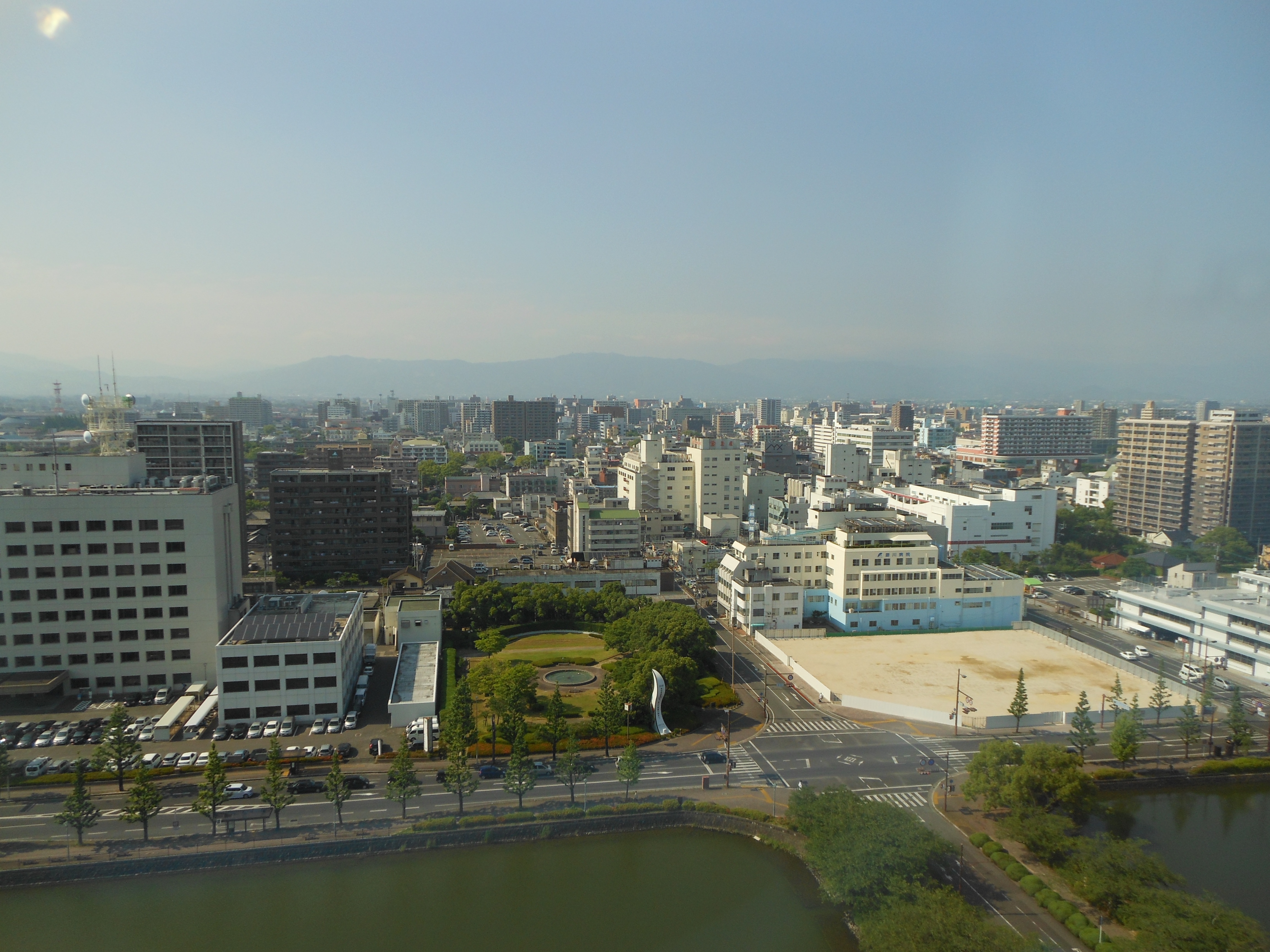
佐賀市中心部の様子。
（佐賀県庁より佐賀駅方面の眺め）

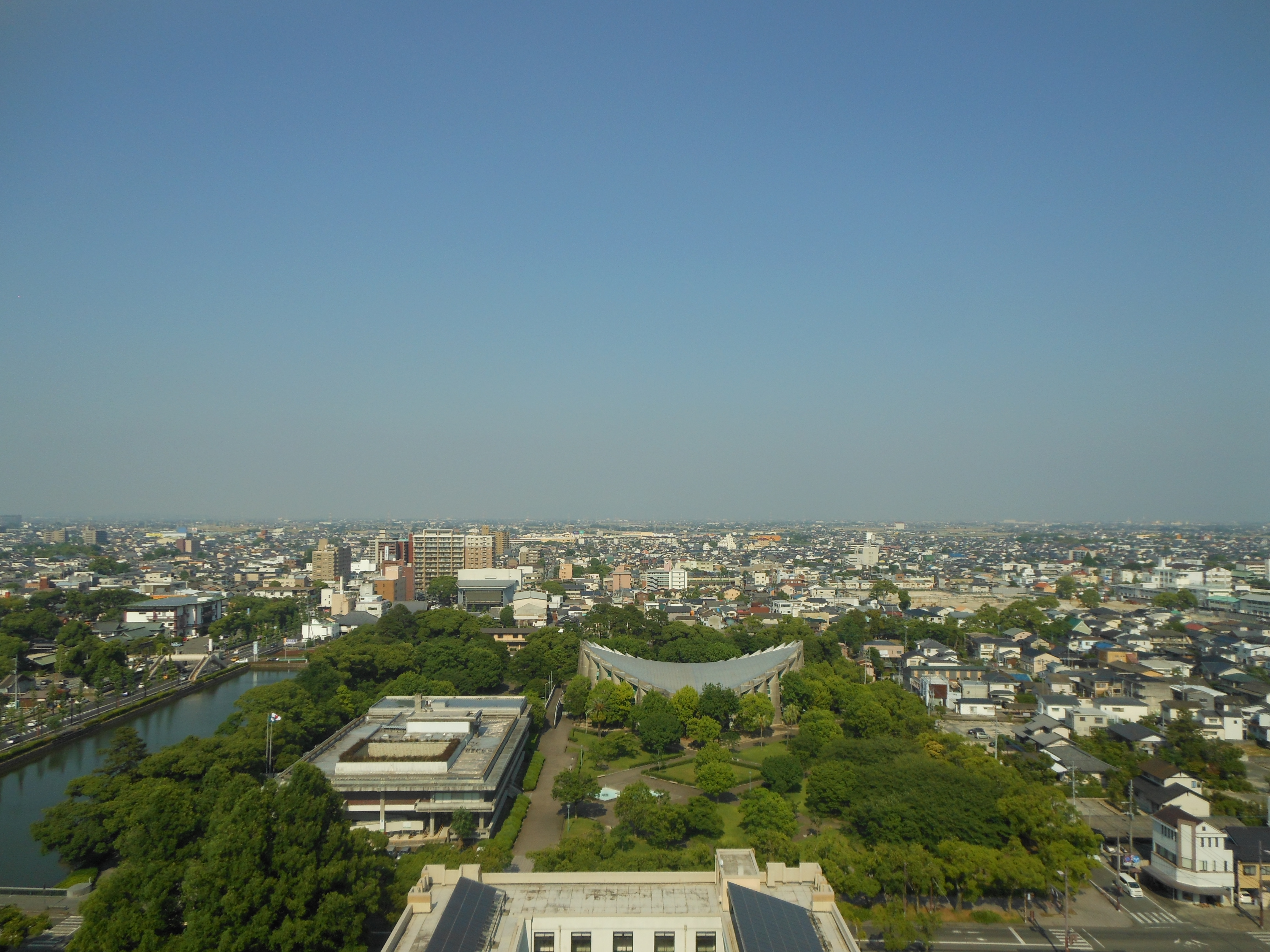
佐賀市中心部及び周辺住宅街。
（佐賀県庁より東方面の眺め）

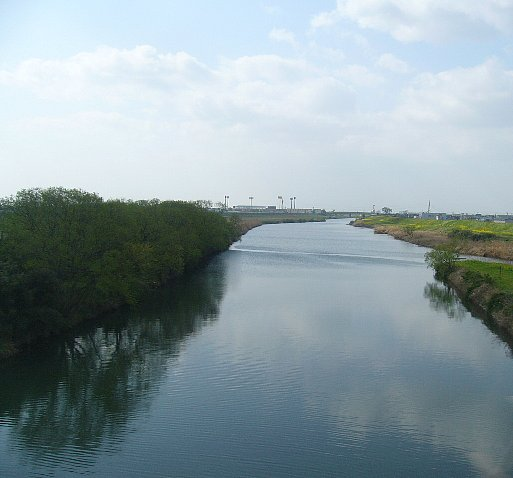
嘉瀬川の様子。

佐賀市（さがし）は、佐賀県中東部にある市。佐賀県の県庁所在地及び最大の都市で、経済・行政の中心地。県内最多の人口を擁し、施行時特例市、中枢中核都市に指定されている。
有明海から脊振山地までを縦断する市域を有し、市街地は佐賀平野の中心付近に位置する。秋には嘉瀬川河川敷を中心に佐賀インターナショナルバルーンフェスタが開催され、熱気球の街として賑わう。

## 概要
人口約24万人を有する佐賀県最大の都市であるが、九州の県庁所在地の7市では最少である。また、佐賀市以外の6市はいずれも政令指定都市（法定人口50万人以上）または中核市（同20万人以上）に指定されているが、佐賀市はそのいずれにも指定されておらず、7市で唯一の施行時特例市である（全国の県庁所在地の中でも唯一の例である）。なお、人口要件を満たしている中核市への移行は検討中である。
福岡市とはそれぞれの中心部の直線距離が約37kmと近いが、山地を隔てて生活圏や雇用圏が分かれているため、鳥栖市のようなベッドタウン化は目立たない。しかし、JR九州が西鉄高速バスに対抗するため長崎本線の特急列車に大幅な割引回数券を設定していて、40分程度で着席通勤できることから、佐賀駅周辺には福岡への通勤者向けのマンションが立ち並ぶ。
江戸時代より薩長土肥の一角である佐賀藩の城下町として発達してきており、明治維新の要人である大隈重信や江藤新平などを輩出した。鳥栖市・久留米市が交通拠点・工業地域、唐津市が港湾・観光都市であるのに対し、佐賀市は農業地帯である筑紫平野の中心に位置する地方都市や佐賀県中部・東部の商業都市としての面が強い。2000年代以降は観光都市としてPRする動きも活発であり、観光資源の発掘が盛んである。旧・佐賀市と旧・富士町は、1996年に「水の郷百選」に選定されている。
なお、英語の"sagacity"には聡明や賢いという意味があるため、2022年7月26日の「佐賀市スマートシティ宣言」では「スマート・ローカル!SAGACITY」の実現」を盛り込んでおり、その資料には"sagacity"に関する説明がある。

## 地理

### 地勢
佐賀県南東部に位置する。市域は南北に長く、南側は有明海に面し、南東部は筑後川を挟んで福岡県大川市・柳川市に、北東部でも脊振山地を境に福岡県福岡市（早良区）・糸島市に接している。
長崎自動車道付近を境にして、市域の北半分は、北部九州を東西に貫く筑紫山地に属する脊振山地であり、山がちで起伏が大きい。市域の南半分は、有明海北岸に広がる筑紫平野の西部に属する佐賀平野であり、起伏がほとんどない低平な地域で、対照的である。市街地は佐賀平野の中心付近に位置している。
2005年（平成17年）・2007年（平成19年）の周辺町村との合併によって市域は104km2から431km2へと4倍以上に拡大し、県内では唐津市に次ぐ2番目に大きな面積を有する自治体となった。
- 東端：東経130度23分
- 西端：東経130度8分
- 北端：北緯33度29分
- 南端：北緯33度8分

隣接している自治体
佐賀県
- 唐津市
- 小城市
- 神埼市 - 神埼市との境界のうち、腰巻山付近から帯隈山付近までの直線距離約2kmは境界未定部分である。
- 多久市

福岡県
- 福岡市（早良区）
- 糸島市
- 柳川市
- 大川市

### 佐賀平野地域
平野部では水辺と田園地帯が独特の自然景観を見せる。市域にあたる佐賀平野中部は、丘陵がほとんど存在せず、河川堤防を除くと全般的に海抜が低い。また中小河川や水路（クリーク）が発達していて、農業用水・生活用水や水運を目的としていたことから、市街部・田園部の別なく水路が網羅されていて、その恩恵を享受していた。一方で、脊振山地に源を発し市域西部を流れる嘉瀬川と、九州山地に源を発する九州最大の筑後川に挟まれているため、昔から洪水の頻発地帯であり、灌漑や治水によって農地や住民の生活が守られてきた側面もある。
市街地北部の国道34号付近でも海抜5mであり、有明海沿岸堤防の計画高水位より低い 上、起伏が少ないため水はけが非常に悪い地域であった。一度堤防が決壊して町や農地が水浸しになると何週間も引かないことがある一方、水争いでの村同士の対立も深刻であった。これを一変させたのが、江戸時代に入ってから成富兵庫茂安らの協力で佐賀藩が行った治水事業である。平野全体で治水や灌漑を一体的に考える当時としては画期的な手法によって、洪水被害が軽減され水争いが減少した。また明治以降、干満差が大きい有明海を取り囲む高い堤防と水位調整、さらに蛇行の多い水路を直線的に改良して排水効率を向上する水路整備や排水ポンプ場整備により、現在の洪水被害は減少している。ただし、年一回程度梅雨末期に大なり小なりの市街地の冠水被害はあるものの、本市においては汚水処理管と雨水処理が完全分離された分流式下水道を採用しており、冠水時に市街地に溢れる水は雨水が主体であり、大都市に多く採用されている合流式下水道のようなし尿混じりの汚水が側溝を通じて市街地に逆流して溢れたり、雨水吐口による希釈下水の河川放流水が冠水時に混入するなどの問題はなく、また水が引いたあとの下水由来の悪臭の発生も殆どないため、浸水の程度や業種、浸水をあらかじめ想定した店舗づくりといった対策の有無などにも左右されるが、早い所では水が引いた翌日には営業を再開する店舗も見受けられる。
江戸初期に設置された石井樋により嘉瀬川から分流した多布施川は、市街地北部を縦断して水路に分化しながら佐賀城内に至り、古くより生活用水として用いられていた。現在も多布施川から旧佐賀市の水道水が取水されている。城内通過後の多布施川は佐賀江川につながり、市街地南部を再び縦断して今度は農業用水に用いられ有明海に至る。このほか巨勢川、福所江川、八田江川などが、いずれも北から南に向かって流れている。諸富町南東では筑後川に接し、中州である大中島、筑後川と早津江川に挟まれた河口州である大詫間（島の南半分が佐賀市、北半分が大川市）は市域に含まれる。
起伏が少ない佐賀平野は水田に適しており、古代より順次開墾されていって稲作地帯となった。また佐賀平野は筑後川などの土砂運搬により急速な自然陸化が進む地域で、海岸線は年々南下してきた。これに加え、江戸時代以降本格化した干拓によって、人工的に土地を造成して農地を拡大してきた。東与賀町や川副町の大部分、本庄町・西与賀町・久保田町の南端はほとんどが干拓地である。
佐賀市街は、市内平野部のちょうど真ん中付近に位置している。佐嘉と呼ばれていたこの町は、戦国時代まで佐賀平野の1農村に過ぎなかった。室町時代中期に村中城および水ケ江城を構えて拠点としていた龍造寺氏が戦国時代後期に勢力を伸ばしたことが転機となり、町が発展した。さらに、後継の鍋島氏は2つの城を慶長年間（1596年 - 1615年）に大改修し佐賀城を築城するとともに、城周辺を再整備した。その際、条里制による直線的な道路・水路を生かして碁盤の目のような整った街路区画を行っており、現在でもその名残を見ることができる。これ以降佐嘉は肥前佐賀藩の城下町として、また長崎街道の宿場町としても栄えた。中世以降「佐賀」の表記も用いられるようになり、明治維新以降は正式に「佐賀」と改められた。そして、明治初期の廃藩置県後に県庁所在地となったことで、近代以降の佐賀県の行政の中心地としての地位を確立する。
現在の佐賀市街は、佐賀駅を中心としてビル街・商業街があり、それを取り囲むように低層住宅地が位置し、住宅地郊外にショッピングセンター型の大型商業地が点在する。宅地化はやや道路に沿いながらもほぼ同心円状に進んだ。中心市街地では佐賀駅移転・工場の移転再整備・基幹道路整備という一連の流れにより再開発が進んだ地域もある。いわゆる高層建築物はほとんどなく、もともとの地形とも相まって、比較的平坦な街並みである。
地価高騰により住宅地が郊外に集積したことで、高齢化とドーナツ化現象が中心市街地の衰退を招いていたが、1990年代 - 2000年代には地価下落による再開発ラッシュの影響を受け、中心市街地に中層マンションが集積したことで、ドーナツ化は緩やかになっている。しかし、同時期に郊外型商業地の集積も進んだため、佐賀駅周辺や城内地区などの商店街型の小売業は長期的に衰退してきている。
一方の郊外部では、農地に点在していた住宅の間に新しい戸建住宅や団地が造成されるなどして、開発が順調に進められて市街地が拡大していった。通勤の軸が鉄道ではなく自動車（道路）であるため、主要道路の沿線に住宅地が形成されている。もともとの農地が区画整理されていたこと、1970年代から早期に環状道路が整備されたこと、郊外化に拍車をかける市街の地価高騰がそれほど顕著でなかったことから、スプロール現象は起こっていない。

### 脊振山地地域
脊振山地南側山麓のうち市域部分は、川久保断層などの断層系の影響で比較的急な斜面になっており、ゆるやかな丘陵地帯である小城市や神埼市方面とは異なっている。市西端（佐賀県中央部）付近に位置する1046m（市内最高点）の天山、福岡県境に連なる900m級の雷山や羽金山などが標高が高く、両地点の間には山々が連なり、その間を山間部では川上川とも呼ばれる嘉瀬川水系の河川が縫うように流れ、市北部をカーブを描きながら南下している。比較的緩やかな山合いや川岸の平地に、農地に囲まれた農村や、里山に接した山村が点在している。
川上川最上流の三瀬村西部には北山ダム、また同上流の富士町中部に佐賀県最大規模の嘉瀬川ダムがある。また、川上川水系から離れた大和町の一部や金立町・久保泉町の山間部では、少雨時に水不足になりやすいため、多数のため池が点在する。
羽金山には日本標準時標準電波 JJYを送信するはがね山標準電波送信所がある。JJY送信所は日本に2か所あり、もう1つは福島県田村市・川内村 おおたかどや山。
- 山：天山 (1046m)、彦岳 (845m)、白石山 (794m)、雷山 (955m)、羽金山 (900m)、亀岳 (740m)、権現山 (586m)、金立山（502m)

### 気候
夏に雨が多い太平洋側気候、その中でも温暖で年平均気温が17℃前後と高めの九州型気候に入る。また同じ九州北西岸の福岡市や長崎市と同様に、冬季は降水量は少ないが曇天の日が多い特徴がある。年間雪日数は22.2日と雪の降る日は珍しくないが、市南部（平野部）では積もることは非常に少ない。また同じ有明海沿岸の熊本市や久留米市などと同様に、気温の上下幅が大きい内陸性気候の傾向がある。近隣の唐津市や福岡市に比べ冬の最低気温が低く、夏の最高気温が高くなるうえ、1日の最低気温と最高気温の差も大きい。
山間部は市街地に比べて年間降水量が多く、年平均気温がやや低い。また、玄界灘からの北西季節風に伴い積雪することもある。
- 観測史上最高気温 - 39.6℃（1994年（平成6年）7月16日）
- 観測史上最低気温 - -6.9℃（1943年（昭和18年）1月13日）
- 日最大降水量 - 366.5ミリ（1953年（昭和28年）6月25日）
- 月最大降水量 - 1220.5ミリ（2021年（令和3年）8月）
- 日最大瞬間風速 - 54.3メートル（1991年（平成3年）9月14日）
- 夏日最多日数 - 171日（2005年（平成17年））
- 真夏日最多日数 - 105日（2021年（令和3年））
- 猛暑日最多日数 - 47日（2024年（令和6年））
- 熱帯夜最多日数 - 68日（2024年（令和6年））
- 冬日最多日数 - 62日（1945年（昭和20年））

| 佐賀地方気象台（佐賀市駅前中央、標高6m）の気候          | 佐賀地方気象台（佐賀市駅前中央、標高6m）の気候 | 佐賀地方気象台（佐賀市駅前中央、標高6m）の気候 | 佐賀地方気象台（佐賀市駅前中央、標高6m）の気候 | 佐賀地方気象台（佐賀市駅前中央、標高6m）の気候 | 佐賀地方気象台（佐賀市駅前中央、標高6m）の気候 | 佐賀地方気象台（佐賀市駅前中央、標高6m）の気候 | 佐賀地方気象台（佐賀市駅前中央、標高6m）の気候 | 佐賀地方気象台（佐賀市駅前中央、標高6m）の気候 | 佐賀地方気象台（佐賀市駅前中央、標高6m）の気候 | 佐賀地方気象台（佐賀市駅前中央、標高6m）の気候 | 佐賀地方気象台（佐賀市駅前中央、標高6m）の気候 | 佐賀地方気象台（佐賀市駅前中央、標高6m）の気候 | 佐賀地方気象台（佐賀市駅前中央、標高6m）の気候 |
| 月                                                      | 1月                                            | 2月                                            | 3月                                            | 4月                                            | 5月                                            | 6月                                            | 7月                                            | 8月                                            | 9月                                            | 10月                                           | 11月                                           | 12月                                           | 年                                             |
| ------------------------------------------------------- | ---------------------------------------------- | ---------------------------------------------- | ---------------------------------------------- | ---------------------------------------------- | ---------------------------------------------- | ---------------------------------------------- | ---------------------------------------------- | ---------------------------------------------- | ---------------------------------------------- | ---------------------------------------------- | ---------------------------------------------- | ---------------------------------------------- | ---------------------------------------------- |
| 最高気温記録 °C （°F）                                  | 21.1 (70)                                      | 23.1 (73.6)                                    | 25.9 (78.6)                                    | 30.8 (87.4)                                    | 35.8 (96.4)                                    | 37.1 (98.8)                                    | 39.6 (103.3)                                   | 38.6 (101.5)                                   | 37.9 (100.2)                                   | 33.6 (92.5)                                    | 29.6 (85.3)                                    | 24.6 (76.3)                                    | 39.6 (103.3)                                   |
| 平均最高気温 °C （°F）                                  | 10.1 (50.2)                                    | 11.8 (53.2)                                    | 15.2 (59.4)                                    | 20.7 (69.3)                                    | 25.6 (78.1)                                    | 28.0 (82.4)                                    | 31.6 (88.9)                                    | 32.9 (91.2)                                    | 29.4 (84.9)                                    | 24.3 (75.7)                                    | 18.2 (64.8)                                    | 12.4 (54.3)                                    | 21.7 (71.1)                                    |
| 日平均気温 °C （°F）                                    | 5.8 (42.4)                                     | 7.0 (44.6)                                     | 10.4 (50.7)                                    | 15.3 (59.5)                                    | 20.0 (68)                                      | 23.5 (74.3)                                    | 27.2 (81)                                      | 28.2 (82.8)                                    | 24.5 (76.1)                                    | 19.1 (66.4)                                    | 13.3 (55.9)                                    | 7.8 (46)                                       | 16.9 (62.4)                                    |
| 平均最低気温 °C （°F）                                  | 1.8 (35.2)                                     | 2.6 (36.7)                                     | 5.7 (42.3)                                     | 10.2 (50.4)                                    | 15.2 (59.4)                                    | 19.9 (67.8)                                    | 24.0 (75.2)                                    | 24.6 (76.3)                                    | 20.7 (69.3)                                    | 14.7 (58.5)                                    | 8.9 (48)                                       | 3.6 (38.5)                                     | 12.7 (54.9)                                    |
| 最低気温記録 °C （°F）                                  | −6.9 (19.6)                                    | −6.2 (20.8)                                    | −4.1 (24.6)                                    | −1.1 (30)                                      | 3.7 (38.7)                                     | 8.2 (46.8)                                     | 14.3 (57.7)                                    | 16.2 (61.2)                                    | 9.4 (48.9)                                     | 1.8 (35.2)                                     | −1.3 (29.7)                                    | −6.5 (20.3)                                    | −6.9 (19.6)                                    |
| 降水量 mm （inch）                                      | 54.1 (2.13)                                    | 77.5 (3.051)                                   | 120.6 (4.748)                                  | 161.7 (6.366)                                  | 182.9 (7.201)                                  | 327.0 (12.874)                                 | 366.8 (14.441)                                 | 252.4 (9.937)                                  | 169.3 (6.665)                                  | 90.1 (3.547)                                   | 89.4 (3.52)                                    | 59.5 (2.343)                                   | 1,951.3 (76.823)                               |
| 降雪量 cm （inch）                                      | 2 (0.8)                                        | 1 (0.4)                                        | 0 (0)                                          | 0 (0)                                          | 0 (0)                                          | 0 (0)                                          | 0 (0)                                          | 0 (0)                                          | 0 (0)                                          | 0 (0)                                          | 0 (0)                                          | 1 (0.4)                                        | 4 (1.6)                                        |
| 平均降水日数 （≥0.5 mm）                                | 9.0                                            | 9.2                                            | 11.1                                           | 10.3                                           | 9.5                                            | 13.8                                           | 13.0                                           | 11.4                                           | 10.2                                           | 6.6                                            | 8.4                                            | 8.1                                            | 120.7                                          |
| 平均降雪日数                                            | 8.5                                            | 5.7                                            | 1.9                                            | 0.0                                            | 0.0                                            | 0.0                                            | 0.0                                            | 0.0                                            | 0.0                                            | 0.0                                            | 0.1                                            | 6.0                                            | 22.2                                           |
| % 湿度                                                  | 69                                             | 67                                             | 65                                             | 65                                             | 66                                             | 74                                             | 76                                             | 73                                             | 72                                             | 68                                             | 70                                             | 70                                             | 70                                             |
| 平均月間日照時間                                        | 128.2                                          | 139.5                                          | 169.0                                          | 186.7                                          | 197.1                                          | 131.4                                          | 164.8                                          | 200.4                                          | 174.1                                          | 188.0                                          | 153.2                                          | 137.9                                          | 1,970.5                                        |
| 出典：気象庁 (平均値：1991年-2020年、極値：1890年-現在) |                                                |                                                |                                                |                                                |                                                |                                                |                                                |                                                |                                                |                                                |                                                |                                                |                                                |

| 北山（2010年 - 2020年）の気候      | 北山（2010年 - 2020年）の気候 | 北山（2010年 - 2020年）の気候 | 北山（2010年 - 2020年）の気候 | 北山（2010年 - 2020年）の気候 | 北山（2010年 - 2020年）の気候 | 北山（2010年 - 2020年）の気候 | 北山（2010年 - 2020年）の気候 | 北山（2010年 - 2020年）の気候 | 北山（2010年 - 2020年）の気候 | 北山（2010年 - 2020年）の気候 | 北山（2010年 - 2020年）の気候 | 北山（2010年 - 2020年）の気候 | 北山（2010年 - 2020年）の気候 |
| 月                                 | 1月                           | 2月                           | 3月                           | 4月                           | 5月                           | 6月                           | 7月                           | 8月                           | 9月                           | 10月                          | 11月                          | 12月                          | 年                            |
| ---------------------------------- | ----------------------------- | ----------------------------- | ----------------------------- | ----------------------------- | ----------------------------- | ----------------------------- | ----------------------------- | ----------------------------- | ----------------------------- | ----------------------------- | ----------------------------- | ----------------------------- | ----------------------------- |
| 降水量 mm （inch）                 | 95.2 (3.748)                  | 113.5 (4.469)                 | 143.4 (5.646)                 | 208.9 (8.224)                 | 186.0 (7.323)                 | 336.2 (13.236)                | 523.5 (20.61)                 | 342.3 (13.476)                | 255.0 (10.039)                | 158.6 (6.244)                 | 108.5 (4.272)                 | 110.9 (4.366)                 | 2,576.8 (101.449)             |
| 平均降水日数 （≥1.0 mm）           | 10.0                          | 11.6                          | 9.9                           | 10.5                          | 8.9                           | 13.1                          | 14.1                          | 11.5                          | 12.6                          | 8.7                           | 9.1                           | 11.4                          | 131.4                         |
| 出典1：Japan Meteorological Agency |                               |                               |                               |                               |                               |                               |                               |                               |                               |                               |                               |                               |                               |
| 出典2：気象庁                      |                               |                               |                               |                               |                               |                               |                               |                               |                               |                               |                               |                               |                               |

## 地域

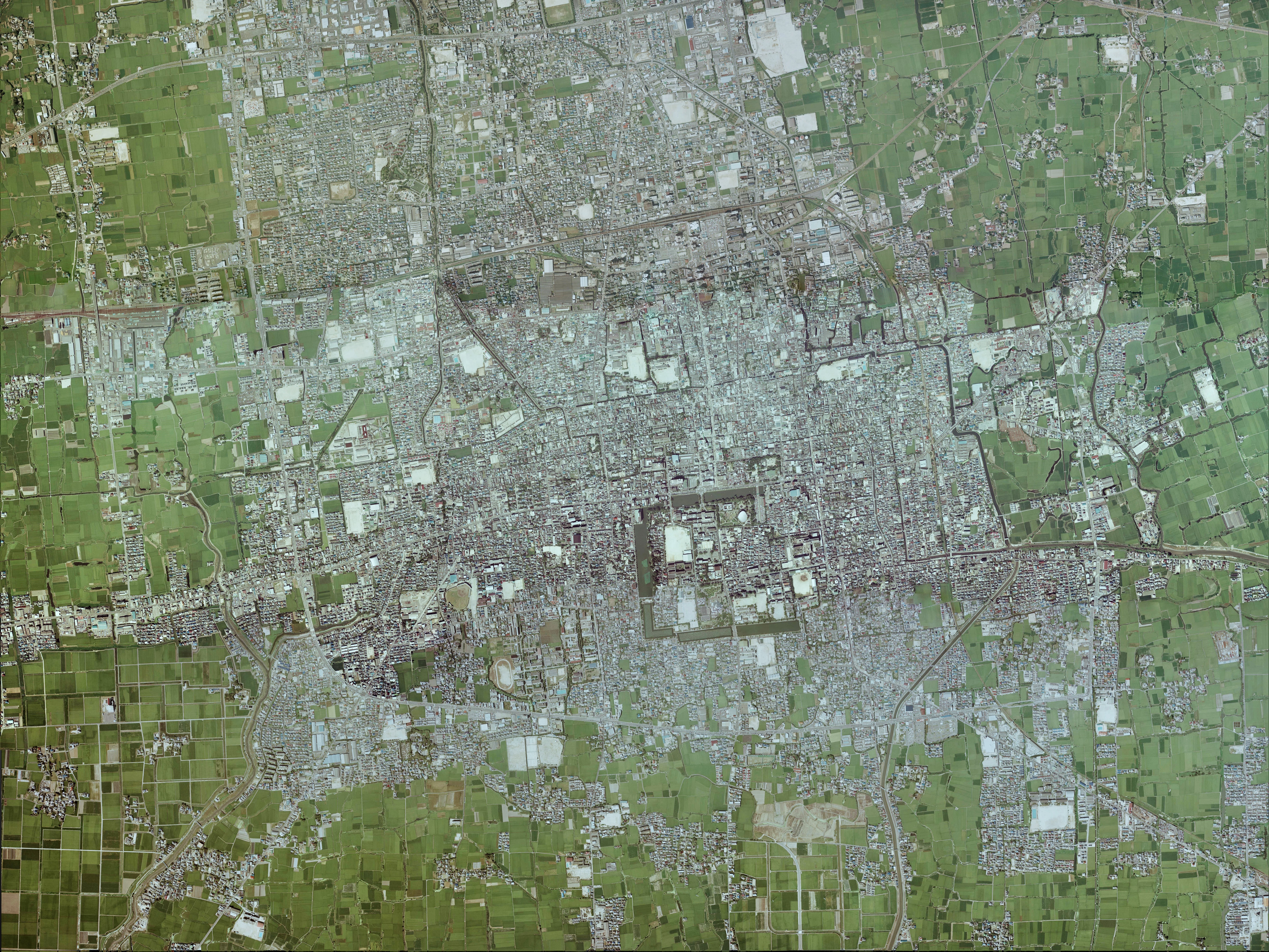
佐賀市中心部周辺の空中写真。
1987年9月20日撮影の19枚を合成作成。。

| 地域         | 面積/km2 | 世帯   | 人口     | 旧市町村       |
| ------------ | -------- | ------ | -------- | -------------- |
| （旧佐賀市） | 127.49   | 67,716 | 0161,551 | 佐賀市         |
| 諸富町       | 012.02   | 03,985 | 011,392  | 佐賀郡諸富町   |
| 大和町       | 055.42   | 08,071 | 022,319  | 佐賀郡大和町   |
| 富士町       | 143.25   | 01,512 | 004,314  | 佐賀郡富士町   |
| 三瀬村       | 040.70   | 00489  | 001,431  | 神埼郡三瀬村   |
| 川副町       | 046.49   | 05,802 | 017,724  | 佐賀郡川副町   |
| 東与賀町     | 015.39   | 02,747 | 008,684  | 佐賀郡東与賀町 |
| 久保田町     | 014.39   | 02,752 | 008,394  | 佐賀郡久保田町 |
| 計           | 431.42   | 93,074 | 235,809  |                |

1. 1 2  2011年9月30日

### 人口
| |                                        |  |
| 佐賀市と全国の年齢別人口分布（2005年） | 佐賀市の年齢・男女別人口分布（2005年） |  |
| ■紫色 ― 佐賀市 ■緑色 ― 日本全国 | ■青色 ― 男性 ■赤色 ― 女性              |  |
| 佐賀市（に相当する地域）の人口の推移 \| 1970年（昭和45年） \| 215,000人 \| \| \| 1975年（昭和50年） \| 222,687人 \| \| \| 1980年（昭和55年） \| 236,029人 \| \| \| 1985年（昭和60年） \| 242,072人 \| \| \| 1990年（平成2年） \| 243,726人 \| \| \| 1995年（平成7年） \| 246,674人 \| \| \| 2000年（平成12年） \| 243,076人 \| \| \| 2005年（平成17年） \| 241,361人 \| \| \| 2010年（平成22年） \| 237,506人 \| \| \| 2015年（平成27年） \| 236,372人 \| \| \| 2020年（令和2年） \| 233,301人 \| \| |                                        |  |
| 総務省統計局 国勢調査より |                                        |  |
| 1970年（昭和45年） | 215,000人                              |  |
| 1975年（昭和50年） | 222,687人                              |  |
| 1980年（昭和55年） | 236,029人                              |  |
| 1985年（昭和60年） | 242,072人                              |  |
| 1990年（平成2年） | 243,726人                              |  |
| 1995年（平成7年） | 246,674人                              |  |
| 2000年（平成12年） | 243,076人                              |  |
| 2005年（平成17年） | 241,361人                              |  |
| 2010年（平成22年） | 237,506人                              |  |
| 2015年（平成27年） | 236,372人                              |  |
| 2020年（令和2年） | 233,301人                              |  |

2010年10月1日の国勢調査時の諸統計

### 町・大字
佐賀市の地名を参照のこと。

### 土地区画整理事業
- 佐賀市土地区画整理事業（市施行、1938年（昭和13年）〜1940年（昭和15年））
- 神野第一工区土地区画整理事業（市施行、1960年（昭和35年）〜1977年（昭和52年））
- 神野第二工区土地区画整理事業（市施行、1967年（昭和42年）〜1981年（昭和56年））
- 神野第三工区土地区画整理事業（市施行、1972年（昭和47年）〜1980年（昭和55年））
- 西神野土地区画整理事業（組合施行、1973年（昭和48年）〜1980年（昭和55年））
- 八戸溝土地区画整理事業（共同3条1項、1975年（昭和50年）〜1976年（昭和51年））
- 鍋島土地区画整理事業（組合施行、1980年（昭和55年）〜1990年（平成2年））
- 兵庫土地区画整理事業（組合施行、1987年（昭和62年）〜1997年（平成9年））
- 兵庫北土地区画整理事業（夢咲コスモスタウン/ゆめタウン佐賀ほか、組合施行、1998年（平成10年）〜2012年（平成24年））

## 歴史

### 歴史

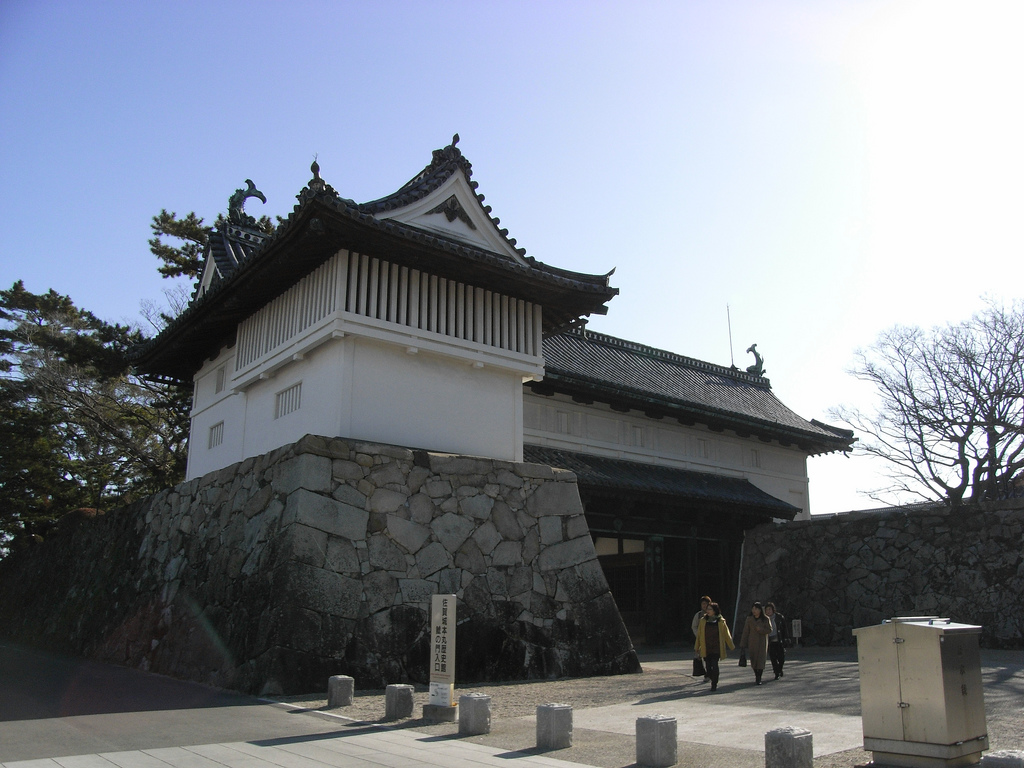
佐賀城鯱の門

縄文時代から弥生時代にかけて、市南部の平野地域はまだ海底であったが、度重なる海進・海退と河川による土砂運搬により、今ある佐賀平野が作られる。また有明海の干拓によって平野面積がさらに拡大した。
律令制下では肥前国に属し、現在の佐賀市大和町に肥前国国府が置かれた。戦国時代には龍造寺氏をはじめ、鍋島氏・石井氏・高木氏・於保氏・八戸氏などの在地領主が割拠していたが、龍造寺氏がそれらを統合して戦国大名化。城下町の基礎が形成された。龍造寺氏が絶えたのちの1608年（慶長13年）、龍造寺氏の重臣であった鍋島直茂が藩主の座に就き、以後は廃藩置県まで鍋島氏が統治する佐賀藩の本拠地となり、佐賀城が築城された。水運と農業中心の小さな町だった現在の佐賀市街付近は、佐賀城築城後に佐賀藩本藩の城下町として発展し、商工業が大きく発達した。
佐賀藩は別名を肥前藩ともいい、明治維新において、版籍奉還を上奏した「薩長土肥」の1つとなった。また、長崎に近かったため西洋の科学技術を積極的に導入し、幕末には精錬方（藩立の科学技術研究所）、反射炉、三重津海軍所（造船所・海軍修練所）などが設置され、鉄製大砲や蒸気船、指字電信機（エーセルテレカラフ）、暗箱カメラなどが外国の技術者に頼ることなく独力で製作され、日本の科学技術近代化に大きく貢献した。
明治時代は佐賀県の併廃とともに佐賀県、伊万里県、佐賀県、三潴県、長崎県、と変わり、最後には佐賀県が分離されてその県域に入った。1889年の市制施行時の市域は現在の市中心部の一部だったが、昭和の大合併により旧佐賀市、平成の大合併により現在の佐賀市の市域となった。これにより市域は福岡県境へと拡大した。人口規模は特例市の要件（20万人）を満たし、2014年4月1日付けで移行された。
佐賀市は太平洋戦争の空襲攻撃において、アメリカ軍による爆撃優先順位が180都市中101番目と決して低くなかったが、幸いにも佐賀空襲が誤爆攻撃になった事により中心部の被害は免れ城下町の古い街並みがそのまま残った。しかし、その後目立った街並みの保存運動などが起こることが無く無秩序な建て替えなどでその多くが失われ、佐賀市歴史民俗館建物群がある旧市街東部の長崎街道沿いなどで江戸-大正にかけての町屋建築や明治 - 大正にかけての洋風建築の街並みを見ることができるのみであり、その他の旧城下市街では纏まった古い街並みは少なく古い町屋や洋館が散在する状況にある。ただし、江戸時代からの町割りや水路は良好に残されており、江戸時代の石積護岸の水路や石橋が今も現役で使用されている。

### 年表

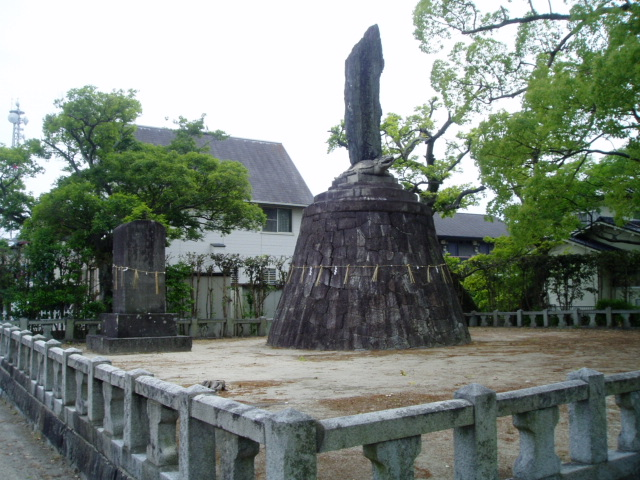
佐賀の乱の忠魂碑

佐賀市は1970年代以降開発が急速に進められて都市らしくなっていったが、それまでは都心の一部を除き農村と変わらない風景だった。
- 紀元前5000年ごろ（縄文時代前期）- 金立町千布の大規模貝塚群である東名遺跡が形成される。縄文海進のピーク期で、同時期の貝塚としては筑紫平野で唯一、西日本でも最大級の規模の貝塚。
- 2世紀初 - 3世紀中（弥生時代後期）- 大和町川上の大規模な集団墓地である七ヶ瀬遺跡が形成される。青銅鏡4面が出土し、うち1面は鉄刀、勾玉と「三種の神器」がセットで埋葬されており県内初である。
- 4世紀末 - 5世紀前半（古墳時代）- 金立山南麓の前方後円墳である銚子塚古墳が築造される。
- 5世紀中 - 大和町川上の山南麓の前方後円墳である船塚古墳が築造される。
- 5世紀末 - 金立山南麓の円墳である西隈古墳が築造される。
- 6世紀 - 7世紀ごろ - 久保泉町川久保に帯隈山神籠石の原型である山城が築かれたと推定される。
- 8世紀前半 - 大和町久池井の肥前国庁跡が成立（推定）。以後、9世紀末ごろまで機能していたと考えられる。
- 12世紀 - 大和町春日の山城である春日城が成立。

12世紀 - 16世紀（鎌倉時代・室町時代） : この時期平野部では、小地頭・家人・有力百姓らが新田開墾を進めながら、自らの領地に環濠の発達した城郭を築いて割拠していた。このころの代表的遺構に、久保泉町の古村周辺遺跡がある。やがて戦国時代に入ると九州千葉氏からの流れを汲み水ケ江城を拠点としていた龍造寺氏が戦国大名として北部九州の広範囲にまで勢力を拡大するが、大友氏に押されて肥前東部の支配に収まる。17世紀初頭には領家が鍋島氏に継承され、佐賀藩領主となる。
- 1602年（慶長7年） - 佐賀城本丸の改修が始まる。
- 1611年（慶長16年） - 改修が終了し、佐賀城が完成する。
- 元和年間（1615年 - 1624年ごろ） - 成富茂安（成富兵庫茂安）によって石井樋が建設され、多布施川を通した嘉瀬川から佐賀城下への取水および洪水調節が図られる。
- 1683年（天和3年） - 鍋島光茂が蓮池藩・小城藩・鹿島藩ら三家格式を制定して三支藩を完全に支配下に置き、さらに世禄制を実施した。
- 1726年（享保11年） - 大火により本丸が焼失。政務の中心を二の丸へ移す。
- 1835年（天保6年） - 大火により二の丸が焼失。政務の中心を再び本丸へ移す。

17世紀 - 19世紀（江戸時代・明治時代前期） - 佐賀藩は当初の厳しい財政を新田開発や倹約により立て直し、長崎街道を有しまた長崎警備を行っていたという地の利から先進的科学技術の導入を進めたことで、幕末には高い軍事力・技術力を有するに至った。倒幕運動への参加は戊辰戦争からと後発だったが、以降明治政府へ多くの人材を輩出する。
- 1870年（明治3年） - 佐賀藩の士族を中心とした佐賀移民団286名が組織され、北海道釧路郡の開拓にあたる。
- 1871年（明治4年）9月4日 - 佐賀県（当時）を伊万里県と改称し、県庁が伊万里に移される。
- 1872年（明治5年）5月29日 - 伊万里にあった県庁が佐賀に移され、伊万里県から佐賀県（当時）に再改称する。
- 1874年（明治7年）2月1日 - 3月1日 - 士族反乱の嚆矢、佐賀の乱がおこる。
- 1889年（明治22年）4月1日 - 市制施行により現在の佐賀市中心部を市域とする佐賀市が発足。
- 1891年（明治24年）8月20日 - 九州鉄道佐賀線（現在の長崎本線）鳥栖 - 佐賀間が開通。

20世紀 - 明治の佐賀は、農業および繊維業中心の軽工業を軸とした産業都市、また県庁が所在する政治的拠点として、開発が進められ人口が増加していくとともに、地方都市として成長する。
- 1933年（昭和8年）12月18日 - 佐賀玉屋が開業。
- 1935年（昭和10年）5月25日 - 佐賀線佐賀 - 筑後大川間が延伸開業。
- 1945年（昭和20年）8月5日夜半 - アメリカ軍による佐賀空襲。佐賀県下初の焼夷弾爆撃で63機が2196発、439トン投下。

第一次世界大戦後は農業から商工業へ主要産業がシフトするが、重工業や機械工業などの成長は伸び悩む。九州の他都市と比べて相対的に緩やかではあるが、佐賀都市圏の中心都市として開発が進められ、1990年代まで人口は増加を続ける。
- 1949年（昭和24年）5月22日 - 市内に昭和天皇の戦後巡幸。佐賀県立佐賀高等学校校庭に「佐賀奉迎場」が設けられた。大和紡績工場を視察[9]。
- 1949年（昭和24年） - 24水。豪雨により洪水が発生、死者数十名、浸水2万戸以上という被害を出した。
- 1953年（昭和28年）6月 - 28水。豪雨により佐賀平野のほとんどの河川の堤防が決壊し、死者・行方不明者62人、総額249億円（当時の金額、現在の1300億円相当）の被害を出した。現市域南部の広範囲が浸水し、東川副村（当時）の干拓堤防を破壊して強制排水する事態となった。
- 1955年（昭和30年）9月 - 筑後川をまたぐ2つの橋、諸富町と同町大中島を結ぶ諸富橋、同島と福岡県大川市を結ぶ大川橋（ともに国道208号）がそれぞれ開通。それまで鉄道と並んで日常的に利用されていた渡船が廃止される。
- 1957年（昭和32年）3月 - 富士・三瀬に北山ダムが完成。
- 1963年（昭和38年）3月12日 - 佐賀県体育館（後の市村記念体育館）が落成。市村清による寄贈。
- 1963年（昭和38年） - 佐賀高等学校が分離、佐賀東・佐賀西・佐賀北の3高等学校が設立。
- 1971年（昭和46年）12月26日 - 市中心部の渋滞緩和のため整備されていた環状西通りおよび南部バイパス（ともに国道208号）が開通。
- 1976年（昭和51年）
  - 2月19日 - 佐賀駅が高架化・100 m北に移転し、新しい駅舎での営業を開始する。
  - 10月 - 現在の佐賀大学医学部にあたる、佐賀医科大学設立（1978年開校）。これ以降、キャンパスが置かれた鍋島地区で住宅開発が進む。
  - 10月 - 11月 - 佐賀県総合運動場を主会場として佐賀国民体育大会（若楠国体）が開催される。
- 1980年（昭和55年）11月24日 - 現在の佐賀インターナショナルバルーンフェスタにあたる『バルーンフェスタイン九州』が佐賀で初開催。
- 1985年（昭和60年）3月28日 - 長崎自動車道鳥栖IC - 佐賀大和IC間が開通。
- 1986年（昭和61年） - 三瀬峠のバイパスとして三瀬トンネルが開通。
- 1987年（昭和62年）3月28日 - 佐賀線が廃止。交通手段はバスなどに転換された。
- 1989年（平成元年） - 市制施行百周年、佐賀市文化会館の開館、アジア初の熱気球世界選手権開催。
- 1996年（平成8年）8月8日 - 大和紡績佐賀工場跡地再開発の一環として佐賀市立図書館開館。（旧佐賀市での市民の図書館利用率が日本一を記録した）
- 1998年（平成10年）7月28日 - 川副町に佐賀空港が開港。
- 2003年（平成15年）4月1日 - 市営都市ガス事業が民間会社佐賀ガスに譲渡。
- 2004年（平成16年）6月27日 - 市南部で竜巻が発生し、数百件の家に被害。
- 2005年（平成17年）10月1日 - 佐賀市が諸富町、大和町、富士町および三瀬村と合併。
  - 城内の佐賀市水道局跡地の利用を巡り、佐賀城本丸歴史館整備を機に高まった佐賀城公園景観保存運動により、市から建設会社への売却が問題となる。結果的に県が買い戻す（実質負担の半分以上は市）こととなった[10]。その後2007年に県が「佐賀城下再生百年構想」策定、東堀の復元などの公園整備事業が進んでいる。
- 2007年（平成19年）10月1日 - 佐賀市が川副町、東与賀町および久保田町と合併。
- 2012年（平成24年） -  富士地区に嘉瀬川ダムが完成。[11]
- 2014年（平成26年）4月1日 - 特例市に移行。

### 行政区域の変遷

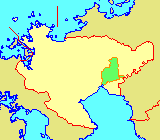
1955年4月1日現在における佐賀市の位置と範囲

2005年10月1日現在における佐賀市の位置と範囲

- 1889年（明治22年）4月1日 : 市制施行。現在の城内地区を中心とした市域の佐賀市が発足。面積4.80 km2、人口25,628人（同日調査）。
- 1922年（大正11年）10月1日 : 佐賀郡神野村を編入。9.09 km2、38,483人（同年調査）。
- 1954年（昭和29年）3月31日 : 佐賀郡西与賀村・嘉瀬村・兵庫村・巨勢村・高木瀬村を編入。
- 1954年（昭和29年）10月1日 : 佐賀郡北川副村・本庄村・鍋島村・金立村・久保泉村を編入。
- 1955年（昭和30年）4月1日 : 神埼郡蓮池町のうち蓮池、見島小松、古賀のそれぞれ一部を編入。103.68 km2、126,432人（同年国勢調査）。
- 2005年（平成17年）10月1日：佐賀郡諸富町・大和町・富士町・神埼郡三瀬村が新設合併し、新市制による佐賀市が発足。合併前は103.76 km2、166,745人、総世帯数65,443世帯、人口密度1607人/km2。合併後は355.15 km2、206,967人、77,853世帯、583人/km2となった（いずれも同年国勢調査）。
- 2007年（平成19年）10月1日：佐賀郡川副町・東与賀町・久保田町を佐賀市へ編入。合併後は431.42 km2、約240,000人、約89,400世帯、556人/km2となった（同日推計）。なおこれにより、佐賀郡が消滅。

#### 市町村合併
現行の佐賀市は、「平成の大合併」の一環として2005年（平成17年）10月1日に佐賀郡諸富町、大和町、富士町、神埼郡三瀬村と合併（新設合併）し、新たな佐賀市として発足した。合併により解散した町村はいずれも佐賀市内の一地域としてその名を残している。
またこれによって市域が福岡市と隣接するようになった。県庁所在地同士が陸上で直接的に隣接する事例は京都市と大津市、仙台市と山形市に続き3例目である（海上を隔てての隣接を含めれば和歌山市と徳島市の事例がある）。
さらに、2007年（平成19年）10月1日付で、佐賀郡の中で最後まで残っていた、川副町、東与賀町および久保田町を編入し、佐賀市郡地域の広域合併を終えた。なお、平成の大合併前の佐賀市は「昭和の大合併」によって規模を拡大した経緯があるほか、平成の大合併で、佐賀県内では、小城郡が消滅し、神埼郡、東松浦郡、西松浦郡および藤津郡で、郡内の町村が1自治体だけとなっている。

## 行政
市政の方針として、第一次総合計画では、“人と自然が織りなす「やさしさと活力にあふれるまち　さが」”を挙げている。
2000年代に入って木下敏之前市長のリーダーシップにより市営都市ガス事業の民間譲渡（佐賀ガスへの移行）が市職員組合の強い抵抗を押し切る形で実行されたほか、市窓口の一新、市施設や組織の見直し、NAS電池やIP電話導入による経費削減、サムスングループ系列のサムスンSDSと共同開発した新しい情報処理システム導入などの経費削減策などの大幅改革が行われた。この木下市政の急激な改革に対して批判の声が上がり、また市職員組合も反旗を翻し、2005年（平成17年）9月の市長選挙で秀島敏行（市水道局長などを歴任した市職員OB）が自民党と社民党 の推薦という異例の形を受けて当選。成果を挙げている財政立て直しを評価する声とが交錯した。
中心商店街および、佐賀駅前から城内にかけての中心市街地の活性化が市政の大きな課題として挙げられる。幹線道路沿いの大規模な郊外型商業地（「経済・産業」の節参照）が集客を伸ばす一方、市中心市街地の人通りはバブル崩壊以降加速的に減少の一途を辿っている。商店街で次々と店舗の閉鎖や撤退が進行していわゆるシャッター通りとなり、空洞化が問題となっている。巻き返しを狙って市が出資した商業施設と集合住宅の複合施設エスプラッツの運営は当初より厳しく、集客が伸び悩み、テナントの入れ替わりが多く現在も迷走している。
また、市町村合併により市域となった三瀬・富士・大和などの山間部では人口流出や高齢化が進行していて、過疎地域の振興も課題として挙げられる。
市町村合併に関しては、2005年（平成17年）10月に合併しなかった佐賀郡南部3町（川副町、東与賀町、久保田町）と、2007年（平成19年）10月1日に合併した。

### 市長
| 代    | 氏名       | 就任           | 退任           | 備考           |
| ----- | ---------- | -------------- | -------------- | -------------- |
| 初    | 石丸源作   | 1889年5月20日  | 1891年12月     |                |
| 2     | 石丸勝一   | 1892年2月26日  | 1896年2月      |                |
| 3     | 永田暉明   | 1896年4月16日  | 1898年2月23日  |                |
| 4     | 村岡致遠   | 1898年11月22日 | 1899年9月      |                |
| 5-6   | 石丸勝一   | 1899年10月26日 | 1909年10月     |                |
| 7     | 長谷川良之 | 1910年1月7日   | 1912年4月19日  |                |
| 8-12  | 野口能毅   | 1912年7月5日   | 1931年2月2日   |                |
| 13    | 野田鞆雄   | 1931年2月3日   | 1932年7月2日   |                |
| 14    | 横尾敬義   | 1932年8月20日  | 1936年8月19日  |                |
| 15-17 | 橋爪勇     | 1936年8月27日  | 1946年10月15日 |                |
| 18    | 野口能敬   | 1947年4月20日  | 1951年4月14日  | この代以降公選 |
| 19-20 | 小野哲一   | 1951年4月26日  | 1959年4月30日  |                |
| 21-25 | 宮田虎雄   | 1959年5月1日   | 1979年4月30日  |                |
| 26-27 | 宮島剛     | 1979年5月1日   | 1987年1月15日  |                |
| 28-30 | 西村正俊   | 1987年2月16日  | 1999年2月14日  |                |
| 31-32 | 木下敏之   | 1999年3月15日  | 2005年9月30日  |                |

| 代   | 氏名     | 就任           | 退任                       | 備考 |
| ---- | -------- | -------------- | -------------------------- | ---- |
| 初-4 | 秀島敏行 | 2005年10月23日 | 2021年10月22日             |      |
| 5    | 坂井英隆 | 2021年10月23日 | 2025年10月22日(任期による) | 現職 |

### 市長選挙

#### 2021年10月17日執行
※当日有権者数：190,140人 最終投票率：56.03%（前回比：pts）
| 候補者名 | 年齢 | 所属党派 | 新旧別 | 得票数   | 得票率 | 推薦・支持     |
| -------- | ---- | -------- | ------ | -------- | ------ | -------------- |
| 坂井英隆 | 41   | 無所属   | 新     | 42,908票 | 41.07% | 自由民主党推薦 |
| 古賀臣介 | 58   | 無所属   | 新     | 34,282票 | 32.81% |                |
| 堤雄史   | 36   | 無所属   | 新     | 10,964票 | 10.49% |                |
| 馬場範雪 | 60   | 無所属   | 新     | 10,586票 | 10.13% |                |
| 田中豊治 | 73   | 無所属   | 新     | 3,159票  | 3.02%  |                |
| 細川博司 | 61   | 無所属   | 新     | 2,573票  | 2.46%  |                |

#### 2017年10月15日執行
無投票

#### 2013年10月20日執行
※当日有権者数：187,896人 最終投票率：59.23%（前回比：-4.1pts）
| 候補者名   | 年齢 | 所属党派 | 新旧別 | 得票数   | 得票率 | 推薦・支持 |
| ---------- | ---- | -------- | ------ | -------- | ------ | ---------- |
| 秀島敏行   | 71   | 無所属   | 現     | 39,483票 | 36.0%  |            |
| 篠塚周城   | 63   | 無所属   | 新     | 37,724票 | 34.4%  |            |
| 小川登美夫 | 58   | 無所属   | 新     | 17,825票 | 16.3%  |            |
| 川崎稔     | 52   | 無所属   | 新     | 14,577票 | 13.3%  |            |

#### 2009年10月18日執行
※当日有権者数：187,512人 最終投票率：63.33%（前回比：-5.63pts）
| 候補者名 | 年齢 | 所属党派 | 新旧別 | 得票数   | 得票率 | 推薦・支持 |
| -------- | ---- | -------- | ------ | -------- | ------ | ---------- |
| 秀島敏行 | 67   | 無所属   | 現     | 70,856票 | 61.0%  |            |
| 蒲原啓二 | 63   | 無所属   | 新     | 45,322票 | 39.0%  |            |

#### 2005年10月23日執行
※当日有権者数：160,266人 最終投票率：68.96%（前回比：.pts）
| 候補者名 | 年齢 | 所属党派 | 新旧別 | 得票数   | 得票率 | 推薦・支持 |
| -------- | ---- | -------- | ------ | -------- | ------ | ---------- |
| 秀島敏行 | 63   | 無所属   | 新     | 56,773票 | 51.9%  |            |
| 木下敏之 | 45   | 無所属   | 前     | 52,538票 | 48.1%  |            |

### 行政機構
当面は大概の行政業務を旧市町村ごとの支所が行う予定。窓口業務のほとんどは現在、本庁および支所でそれぞれ行われている。
本庁は総務部、企画調整部、経済部、農林水産部、建設部、環境部、市民生活部、保健福祉部、子育て支援部、地域振興部、教育部、佐賀駅周辺整備構想推進室の11部1室体制である。支所についてもほぼ同様の組織割りを課単位で行っている。
市営企業部門では、交通局と上下水道局を運営している。
市役所支所所在地
- 諸富支所（〒840-2192 佐賀市諸富町大字諸富津1-2）
- 大和支所（〒840-0292 佐賀市大和町大字尼寺1870）
- 富士支所（〒840-0598 佐賀市富士町大字古湯2685）
- 三瀬支所（〒842-0301 佐賀市三瀬村三瀬2764）
- 川副支所（〒840-2295 佐賀市川副町大字鹿江623-1）
- 東与賀支所（〒840-2221 佐賀市東与賀町大字下古賀1193）
- 久保田支所（〒849-0203 佐賀市久保田町大字新田3331-3[16]）

### 国の機関
裁判所
- 佐賀地方裁判所
- 佐賀家庭裁判所
- 佐賀簡易裁判所

警察庁
- 九州管区警察局佐賀県情報通信部

総務省
- 九州管区行政評価局佐賀行政監視行政相談センター

法務省
- 佐賀地方法務局
- 佐賀少年刑務所
- 佐賀少年鑑別所
- 佐賀保護観察所

出入国在留管理庁
- 福岡出入国在留管理局佐賀出張所

検察庁
- 佐賀地方検察庁
- 佐賀区検察庁

財務省
- 福岡財務支局佐賀財務事務所
- 長崎税関三池税関支署久留米出張所佐賀空港事務所

国税庁
- 福岡国税局佐賀税務署

厚生労働省
- 九州厚生局佐賀事務所
- 佐賀労働局佐賀労働基準監督署
- 佐賀労働局佐賀公共職業安定所
- 日本年金機構佐賀年金事務所
- 農林水産省
- 九州農政局佐賀県拠点
- 九州農政局北部九州土地改良調査管理事務所嘉瀬川上流支所

林野庁
- 九州森林管理局佐賀森林管理署

国土交通省
- 九州地方整備局佐賀国道事務所
- 九州地方整備局佐賀河川事務所
- 九州運輸局佐賀運輸支局
- 大阪航空局佐賀空港出張所

気象庁
- 佐賀地方気象台

防衛省
- 陸上自衛隊佐賀駐屯地
  - 第1ヘリコプター団輸送航空隊
- 自衛隊佐賀地方協力本部

### 広域行政・公共サービス
- 佐賀中部広域連合（佐賀市・多久市・小城市・神埼市・神埼郡吉野ヶ里町） - 介護保険および消防事務などを広域に担当する広域連合。

### 消防
全域が佐賀広域消防局（佐賀市のほか、多久市と小城市、神埼市と神埼郡吉野ヶ里町を管轄）の管轄。佐賀市内には佐賀消防署、南部消防署、北部消防署、東分署、西分署、中央出張所、三脊出張所の3消防署2分署2出張所を配置している。2013年（平成25年）までは旧・三瀬村のみ神埼地区消防事務組合が管轄していた（旧・三瀬村のほか神埼市、神埼郡吉野ヶ里町を管轄)。

### 警察
- 佐賀県警察
  - 佐賀北警察署
  - 佐賀南警察署

### 水道
- 佐賀市上下水道局 - 旧・佐賀市、諸富、大和、富士（一部）、久保田を管轄。主な水源は多布施川（嘉瀬川水系）。
  - 2005年合併時に大和、2015年に富士、2019年に諸富、2020年に久保田を移管。なお、久保田は佐賀西部広域水道から受水、諸富は佐賀東部水道から受水するほか、市街部も佐賀東部水道から補給を受ける[17]。
- 佐賀東部水道企業団 - 東与賀、川副を管轄。主な水源は筑後川。

上水道普及率（2020年度末現在）- 95.9％（行政区域内総人口231,896人）

### 下水道
広域集中処理される佐賀市公共下水道のほか、集落単位で運営される佐賀市市営浄化槽、特定環境保全公共下水道、農業集落排水の4種類が運営されている。下水道事業は2012年に一般会計から特別会計となる市上下水道局に移管されている。
環境事業として、2009年から下水浄化センターで処理汚泥の堆肥化・配布を行っている。
下水道普及率（2020年度末現在） - 92.9％（行政区域内総人口230,970人）

### 都市ガス
- 佐賀ガス - 旧・佐賀市を中心に展開。

### ごみ
一部を除き、佐賀市清掃工場を拠点とする収集。大和、富士、川副、東与賀の旧町営施設を2013-2015年にかけて廃止し統合した。三瀬・諸富では脊振共同塵芥処理組合（拠点：神埼市脊振町の脊振広域クリーンセンター）による収集。
佐賀市清掃工場は、焼却余熱を利用した廃棄物発電（出力4,500kW/日）および冷却水を利用した小水力発電（出力17.7kW/日）の設備を有するほか、環境学習施設「佐賀市エコプラザ」を併設する。
また環境事業として、焼却余熱の温水プール利用（隣接する佐賀市健康運動センター）、回収天ぷら油（廃食用油）を原料とするバイオディーゼル精製とその市営バス車両・ごみ収集車両での利用推進、二酸化炭素分離回収(CCS)の試みを行っている。

### 医療
- 国立病院機構佐賀病院
- 佐賀県医療センター 好生館（災害拠点病院）
- 佐賀大学医学部附属病院（災害拠点病院）
- 地域医療機能推進機構 佐賀中部病院（旧・佐賀社会保険病院）
- 佐賀市立富士大和温泉病院
- 佐賀整肢学園 こども発達医療センター
- うえむら病院
- 小池病院
- 小柳記念病院
- なゆたの森病院（旧・至誠会病院）
- 境野病院
- 佐賀記念病院
- サンテ溝上病院（旧・副島病院）
- 田中病院
- 正島脳神経外科病院
- 福岡病院
- 福田脳神経外科病院
- ふじおか病院
- 藤川病院
- 諸隈病院
- 横須賀病院（旧・小野病院）

時間外小児医療に関しては、市が佐賀市休日夜間こども診療所を開設してサポートを行っている。小児以外の時間外診療などの救急医療に関しては、県が佐賀県医療機関情報・救急医療情報システム「99さがネット」を開設している。

### 郵便
佐賀市内の主要な郵便局として、佐賀中央郵便局が佐賀県中心局として県庁前・駅前大通り・貫通道路に面しており、集配局としては佐賀県最大規模である佐賀北郵便局（2007年（平成19年）2月4日をもって春日郵便局（〒840-02）の集配業務が移管された）、諸富地区の中心局諸富郵便局などがある。なお、佐賀県内には地域区分局が存在しないため、市域の地域区分局は久留米東郵便局（〒839-87）であり、集配局をまたぐ郵便物は一旦久留米東局を経由して配達される。だがその後、サービスの低下に関して苦情が相次ぎ、市内配達エリアの分は従来の中央・北の二局体制へ戻されるなどの改善がされた。
集配局としては、佐賀中央郵便局（〒840-00,〒840-08）、佐賀北郵便局（〒849-09,〒840-02）、古湯郵便局（〒840-05）、三瀬郵便局（〒842-03）、諸富郵便局（〒840-21）、早津江郵便局（〒840-22）、久保田郵便局（〒849-02）の7か所が市内に所在する。

### 電話
佐賀市内全域で、単位料金区域は佐賀MA、市外局番は0952である。ちなみに、1976年までは市外局番は09522と5桁であり、4桁に変更された際に番号逼迫対策として佐賀市街地北部の一部で09522-Xから0952-30へと市外・市内局番の変更が行われた。

## 議会

### 市議会
定数 36名
議長:堤正之（自由民主党）、副議長:重田音彦（緑楠自民）
- 自由民主党（17人）- 代表者・福井章司、副代表者・平原嘉德、副代表者・川副龍之介
- 緑楠自民（6人）- 代表者・山口弘展、副代表者・実松尊信
- ネットワーク佐賀（6人）- 代表者・山田誠一郎、副代表者・松永憲明
- 公明党（4人）- 代表者・野中宣明、副代表者・村岡卓
- さが未来（1人）- 白倉和子
- 市民共同（1人）- 山下明子
- 佐賀みのりの会（1人）- 諸冨八千代　

（2021年12月10日現在）

### 県議会
- 定数：11人
  - 留守茂幸（8期・自由民主党）
  - 木原奉文（7期・自由民主党）
  - 武藤明美（7期・日本共産党）
  - 徳光清孝（4期・県民ネットワーク）
  - 藤崎輝樹（4期・県民ネットワーク）
  - 江口善紀（3期・県民ネットワーク）
  - 川﨑常博（3期・自由民主党）
  - 古賀陽三（3期・自由民主党）
  - 西久保弘克（2期・自由民主党）
  - 中本正一（2期・公明党）
  - 一ノ瀬裕子（1期・佐賀讃花の会）

### 衆議院
- 第50回衆議院議員総選挙
  - 選挙区：佐賀1区（佐賀市、鳥栖市、神埼市、神埼郡、三養基郡）
  - 任期：2024年10月27日 - 2028年10月26日
  - 投票日：2024年10月27日
  - 当日有権者数：330,285人
  - 投票率：54.48％

| 当落 | 候補者名 | 年齢 | 所属党派   | 新旧別 | 得票数   | 重複 |
| ---- | -------- | ---- | ---------- | ------ | -------- | ---- |
| 当   | 原口一博 | 65   | 立憲民主党 | 前     | 96,083票 | ○    |
| 比当 | 岩田和親 | 51   | 自由民主党 | 前     | 79,723票 | ○    |

- 第49回衆議院議員総選挙
  - 選挙区：佐賀1区（佐賀市、鳥栖市、神埼市、神埼郡、三養基郡）
  - 投票日：2021年10月31日
  - 当日有権者数：333,718人
  - 投票率：56.20％

| 当落 | 候補者名 | 年齢 | 所属党派   | 新旧別 | 得票数   | 重複 |
| ---- | -------- | ---- | ---------- | ------ | -------- | ---- |
| 当   | 原口一博 | 62   | 立憲民主党 | 前     | 92,452票 | ○    |
| 比当 | 岩田和親 | 48   | 自由民主党 | 前     | 92,319票 | ○    |

## 市のシンボル
市の花はさくら、市の木はイチョウである。
なお、昭和末期には全国の都道府県庁所在地で唯一、市歌を制定していなかった。1989年（平成元年）には市制100周年を記念して歌詞を公募した市民歌「さがのうた」（作詞・溝上文雄、補作・河村健太郎、作曲・山本愛子、編曲・富永みさを）を作成したが、新設合併後には引き継がれないままわずか15年で廃止されている。佐賀市・諸富町・大和町・富士町・三瀬村合併協議会では合併後の市歌について「新市において定める」と取り決められており、佐賀市総合計画審議会で市歌の制定を求める意見が委員より出されているのを始め、佐賀市議会でも合併協定項目の早期履行を求める質問が何度も行われているが市は消極的な態度を取り続けており、制定に向けた具体的な動きは出ていない。全国の県庁所在地では、佐賀市の他に富山市も新設合併に伴い1952年（昭和27年）制定の「富山市民の歌」が失効したまま後継の市歌が制定されない状態が続いている。

## 経済・産業
郊外では広い平野と水利を生かした穀類を軸にした農業、有明海の性質に適した海苔養殖を軸にした漁業が地域産業として維持されてきた。一方の工業では伝統的な背景などから、重工業よりも軽工業の方が発達しているという特徴がある。
もともと有数の稲作地帯であった広い農地は、農業を取り巻く環境の変化に応じて野菜畑などに転用することで維持されてきた。工業に関しては地勢上、海（有明海）には面しているが、遠浅で大型船が航行できない海域であるため、重工業があまり発達してこなかった。また、20世紀前半に石炭を産出して栄えた県西部とは対照的に炭鉱が無かったため、炭鉱業やその後継としての工業が発達しなかった。
一方、食品産業が根付いていた経緯などから食品工業や繊維産業が発達してきた経緯がある。食品産業は依然として強いが、1970年代ごろより繊維産業は主軸から外れた。しかし1990年代以降、北部九州に自動車・自動車部品産業が集積してきたことに影響されて、新たに自動車部品産業が伸びてきている。
県庁所在地であり就業者数からみてもサービス業の占める比重は大きいが、商業において出荷額が他の同規模都市に比べてとりわけ多いわけでもない。現在、売場面積5万m2クラスの大型郊外型商業施設が3施設競合状態にあり、供給に対する需要のアンバランスが見られるが、土日や祝日には県西南部からも集客をしている。
本店・主要営業所を置く企業は県内都市では随一だが、周辺各県に比べると必ずしも多くない。地方の県庁所在地によくみられる、支店経済都市的な傾向もある。
産業別人口では第3次産業が7割を超えるが、九州7県の中では最も低く全都道府県中でも中位にある。第2次産業の割合が少ない一方、第1次産業の割合が比較的高い。（2005年10月1日、国勢調査のデータ）
- 第1次産業：8,756人(7.6%)
- 第2次産業：21,968人(19.2%)
- 第3次産業：83,092人(72.4%)
- 分類不能の産業：895人(0.8%)

（参考・現佐賀市（前掲）と旧佐賀市（後掲）の2000年（平成12年）10月1日現在の産業別人口）
- 第1次産業：9,415(8.0%) - 2,798人(3.5%)
- 第2次産業：25,585(21.8%) - 16,022人(19.2%)
- 第3次産業：82,114(69.9%) - 60,655人(76.1%)
- 分類不能の産業：362(0.3%) - 275人(0.3%)

### 第1次産業
県庁所在地だが郊外は田畑が広がっていて、耕地面積は11,000haと県内最大で農業も盛んである。耕地の大部分を占める平野部では、表作として夏に米を生産、裏作として秋から春にかけて大麦（特に二条大麦のシェアが高い）、小麦などの麦類、また大豆などの豆類を生産する二毛作が定着しており耕地利用率は140%前後で推移している。穀倉地帯と言われるように穀類の生産が総じて多いのが特徴である。
近郊農業や大消費地向けとして野菜や花卉類の生産も一定の規模がある。果物類では、さがほのかブランドでのイチゴ生産量が多いほか、山の斜面でのみかんは露地栽培も盛んでハウス栽培が多い県西部とは対照的である。畜産では、肉牛や豚、鶏などの飼育も山間部を中心に行われている。著名なものとして、ブランド牛肉である佐賀牛、地鶏のみつせ鶏などが挙げられる。山間部の林業は後継者不足により衰退が著しい。
平成の大合併前の佐賀市域は海に面する地域が狭かったが、合併した久保田町・東与賀町・川副町の有明海沿岸では海苔の養殖が非常に盛んである。関連する海苔加工などの製造業も含めて地域の主産業となっており、市町村別の海苔生産額は全国1位である。サルボウ（モガイ）、ウミタケ、ワラスボ、ムツゴロウといった有明海特有の海産物も獲れ、郷土の味としても親しまれている。
市内の漁港

| - 寺井津漁港 - 広江漁港 - 佐嘉漁港 - 福所江漁港 | - 戸ヶ里漁港 - 戸ヶ里地区 - 早津江地区 - 大詫間地区 - 三軒屋地区 |

### 第2次産業
現在出荷額が最も多いのは食品工業を中心とする軽工業である。輸送の利便性から明治時代より工場は佐賀駅周辺に集中していたが、戦後から1970年代にかけて大和紡績佐賀工場の閉鎖を筆頭として、市街地開発などによる工場の撤退・移転が相次いだ。代わって、用地開発のコストが小さく交通の便のよい長崎自動車道や国道周辺に工業団地が造成され、誘致された工場群が工業の中心となった。
江崎グリコグループは創業者江崎利一が佐賀県出身である関係から地場企業であり、現在も大和町に江崎グリコの子会社であるグリコマニュファクチャリングジャパン佐賀工場を構えている。
佐賀駅近くに拠点を有する戸上電機製作所などもあり、産業別では電気機械器具の出荷額も比較的多い。
また、諸富町の味の素九州工場も古くから立地している主力の地場企業である。諸富町は対岸の福岡県大川市と並んでたんすを主とする家具産業も盛んで、多くの中小企業が集まっており地場産業となっている。また久保田町には1923年操業開始の王子マテリア佐賀工場が立地している。
第2次産業従事者数は緩やかに減少しつつあるものの、継続的な雇用維持や産業育成のため、市は進行中の久保泉工業団地の誘致、従来からの食品産業の振興や、北部九州に集積されつつある自動車産業の関連産業の誘致などを推進している。
主な工場集積地

| - 久保泉工業団地 - 久保泉町。南東側で第2分譲が進行中。 - 佐賀大和工業団地（佐賀工場団地）- 高木瀬町 - 鍋島商工団地 - 鍋島町 | - 富士町南部工業団地 - 富士町上熊川 - 諸富家具工業団地 - 諸富町徳富 |

### 第3次産業
県中部や東部の中心都市として多くの店が集まり、サービス業、卸売業、小売業、飲食店などが盛ん。1990年代から郊外の幹線道路沿いに大型商業施設が続々と整備され、集客を伸ばしている。一方で、市中心部の商店街では空洞化が深刻となっている。
中心市街地活性化に関しては、駐車場不足、目玉となる商業施設の不在などが挙げられている。また、乗用車やバスなどが市民の主な交通手段であるにもかかわらず、駐車場が不足していることも挙げられる。一方で広大な売場面積を有する郊外の大型商業施設は車によるアクセスの良さから賑わいを見せ、幹線道路沿いでは商業集積が進んでいる。
主な商業地
- 中心商店街 - 佐賀駅南口と県庁を結ぶ中央大通り（県道29号線）を軸にして周辺に広がる市中心部の商店街。銀天通り、片田江、唐人町、呉服町、元町、新道、水ヶ江、県庁通り、白山など。市内唯一の百貨店である佐賀玉屋や、白山地区のエスプラッツ白山など、広範囲に多業種の店舗が散在する。佐賀駅南口では長年駅前に立地していた西友佐賀店が2018年3月31日限りで閉店し、跡地には2020年にコムボックス佐賀駅前が開業した。
- 佐賀駅北側の国道263号沿い（高木瀬地区および大和町南部）- 佐賀駅北部の市街地と長崎道佐賀大和ICを結ぶ国道263号沿いにイオン・ベスト電器佐賀大和店・ホームワイド・イオンシネマなどを擁する大型商業施設イオンモール佐賀大和や、ショッピングシティーアルタ高木瀬店などの商業施設が集積する。
- 兵庫町（夢咲コスモスタウン）- ゆめタウン・ベスト電器佐賀本店・ニトリ・トイザらスなどを擁する大型商業施設ゆめタウン佐賀を中心に、周辺にはエディオン、GOLF5、SPORTS DEPOなどが集積。国道34号・環状東通り沿い。
- 巨勢町 - Mr.Max・109シネマズなどを擁する大型商業施設モラージュ佐賀を中心に集積。国道264号・環状東通り沿い。
- その他 - 環状線、それ以外の国道34号、国道263号、国道208号などの幹線道路沿線に、大型のロードサイド店が集まる場所や小規模商店街がある。上記以外の主なショッピングセンター
  - イオン佐賀店（東与賀町大字下古賀、県道49号線沿い）
  - 川副ショッピングセンターラポール（川副町）

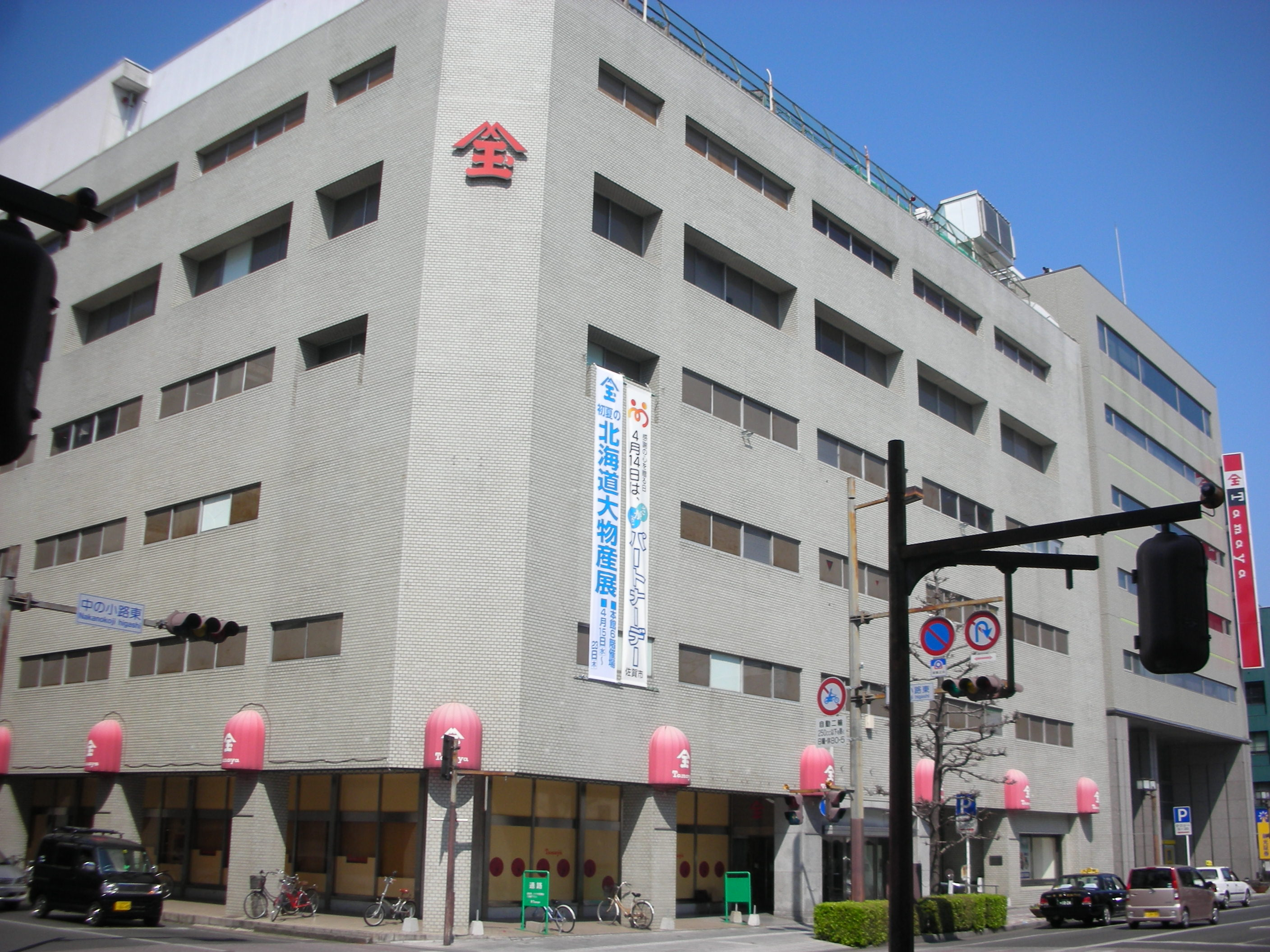
佐賀玉屋
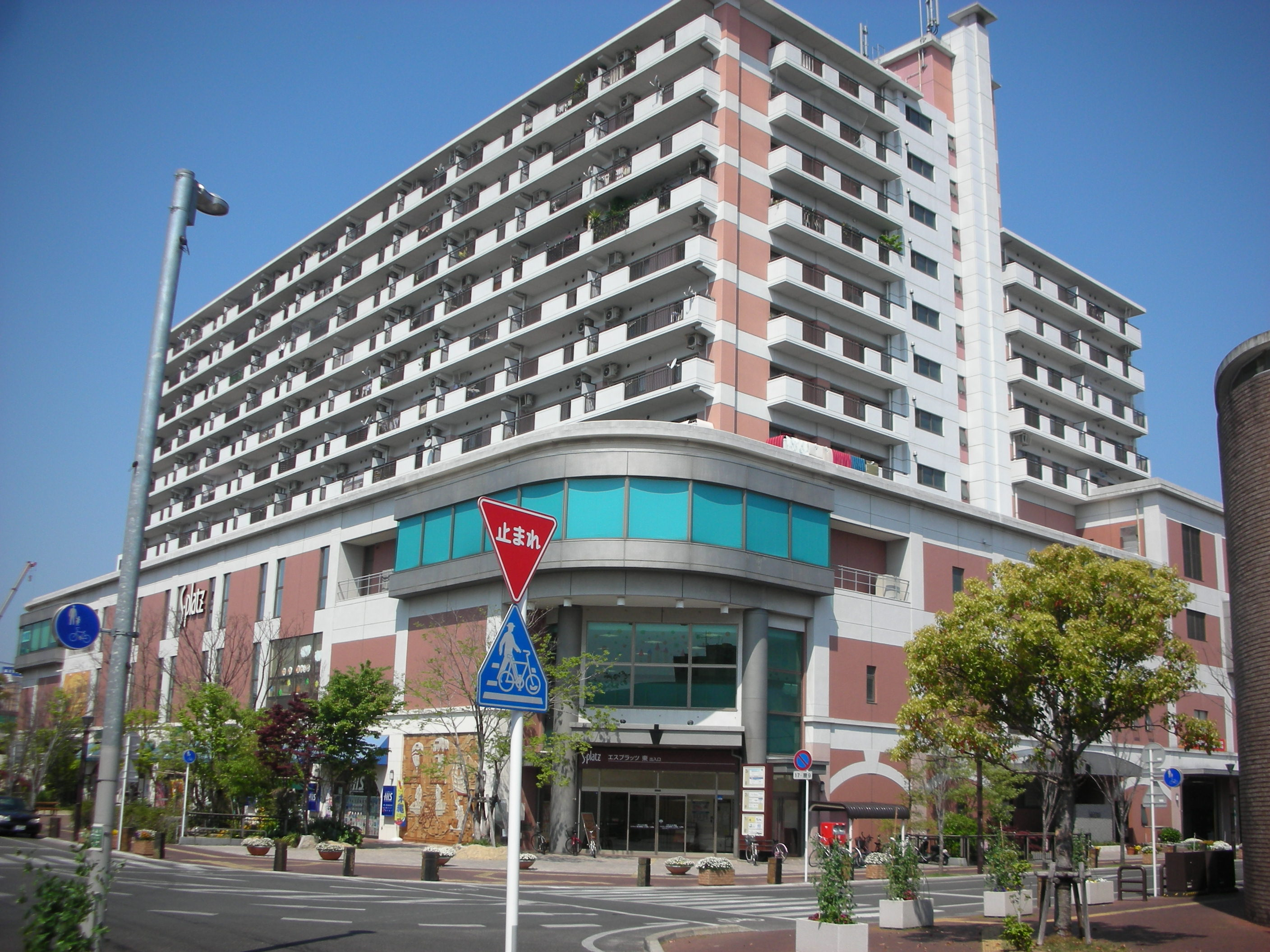
エスプラッツ
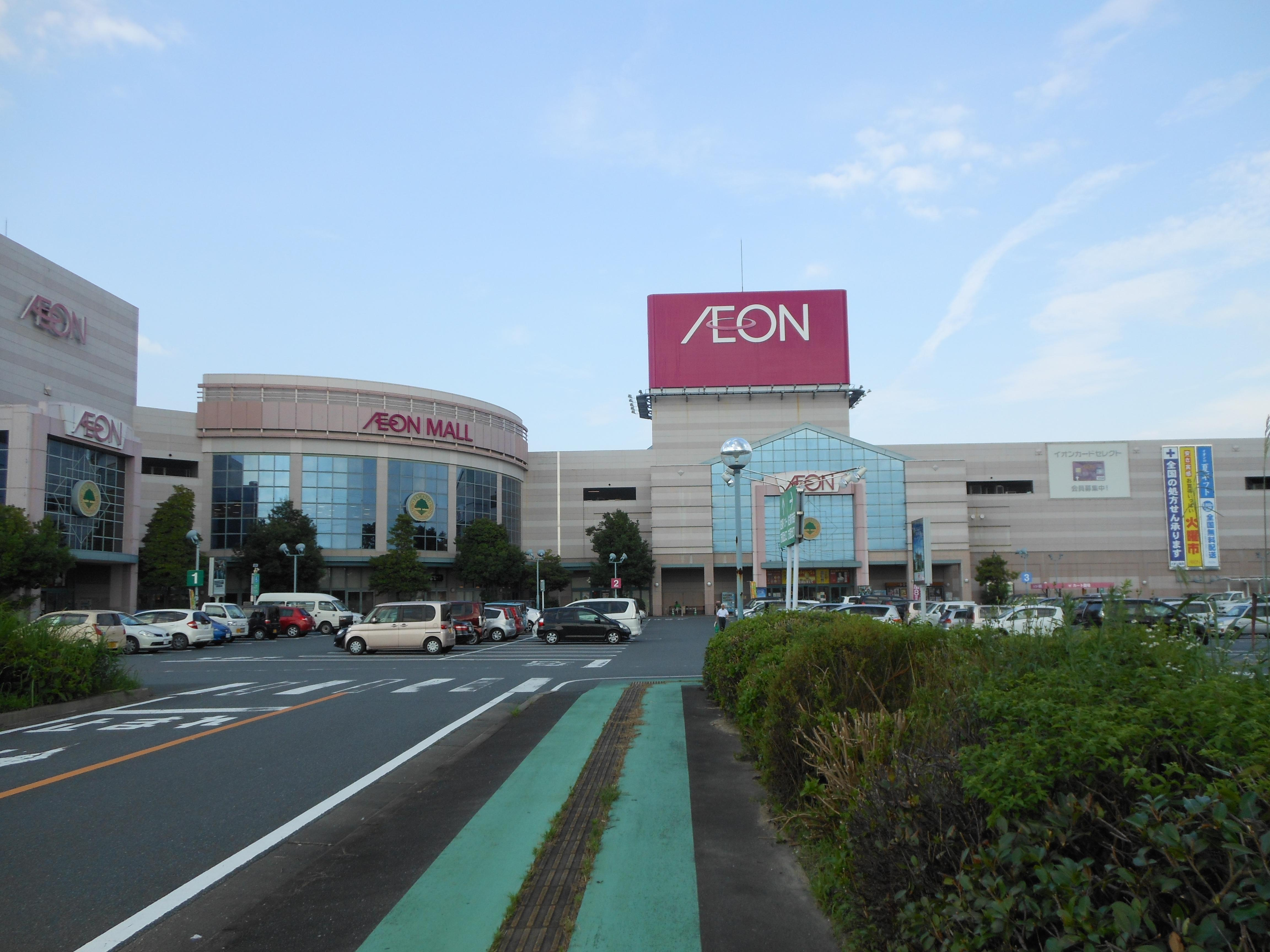
イオンモール佐賀大和
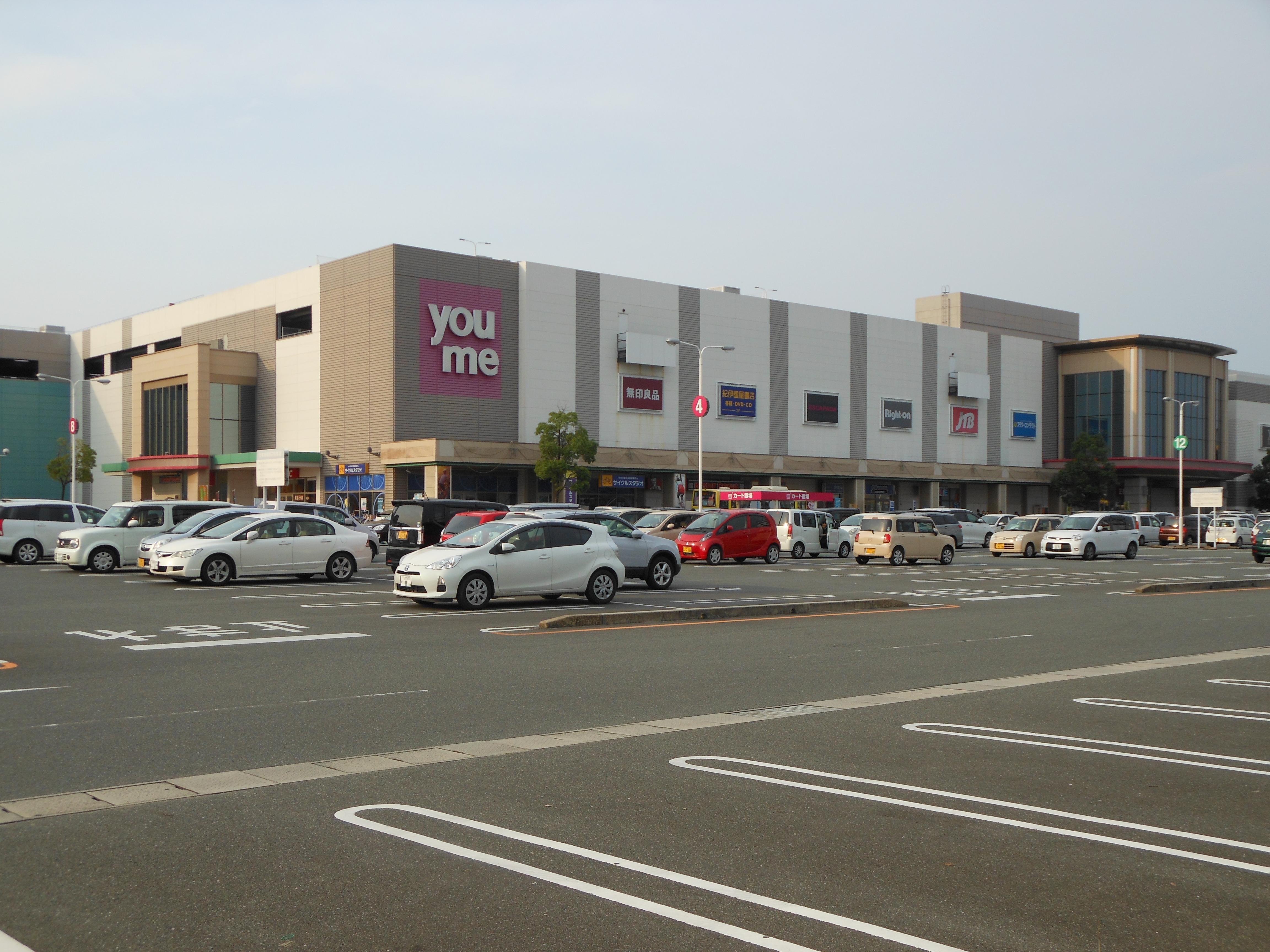
ゆめタウン佐賀
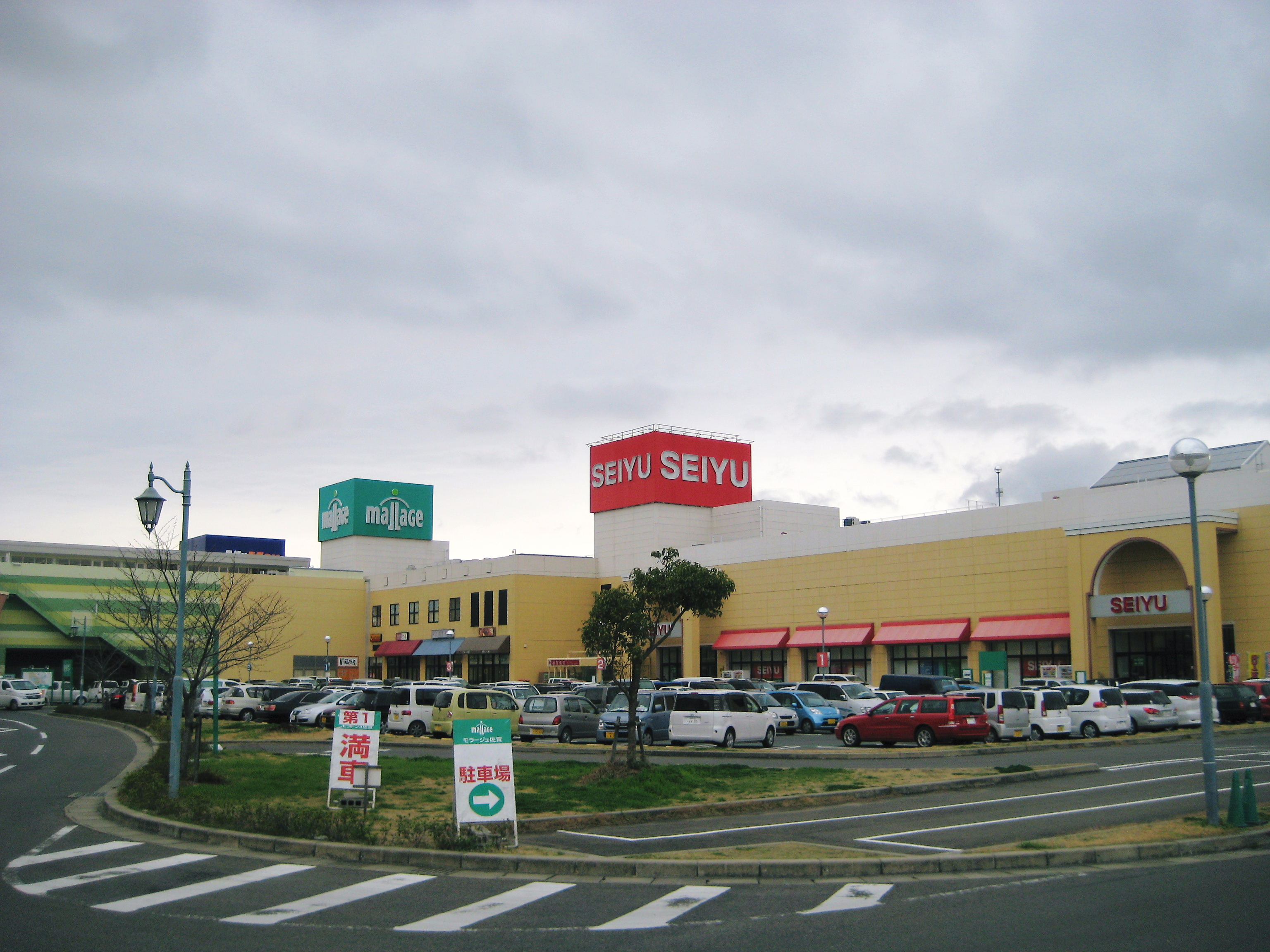
モラージュ佐賀
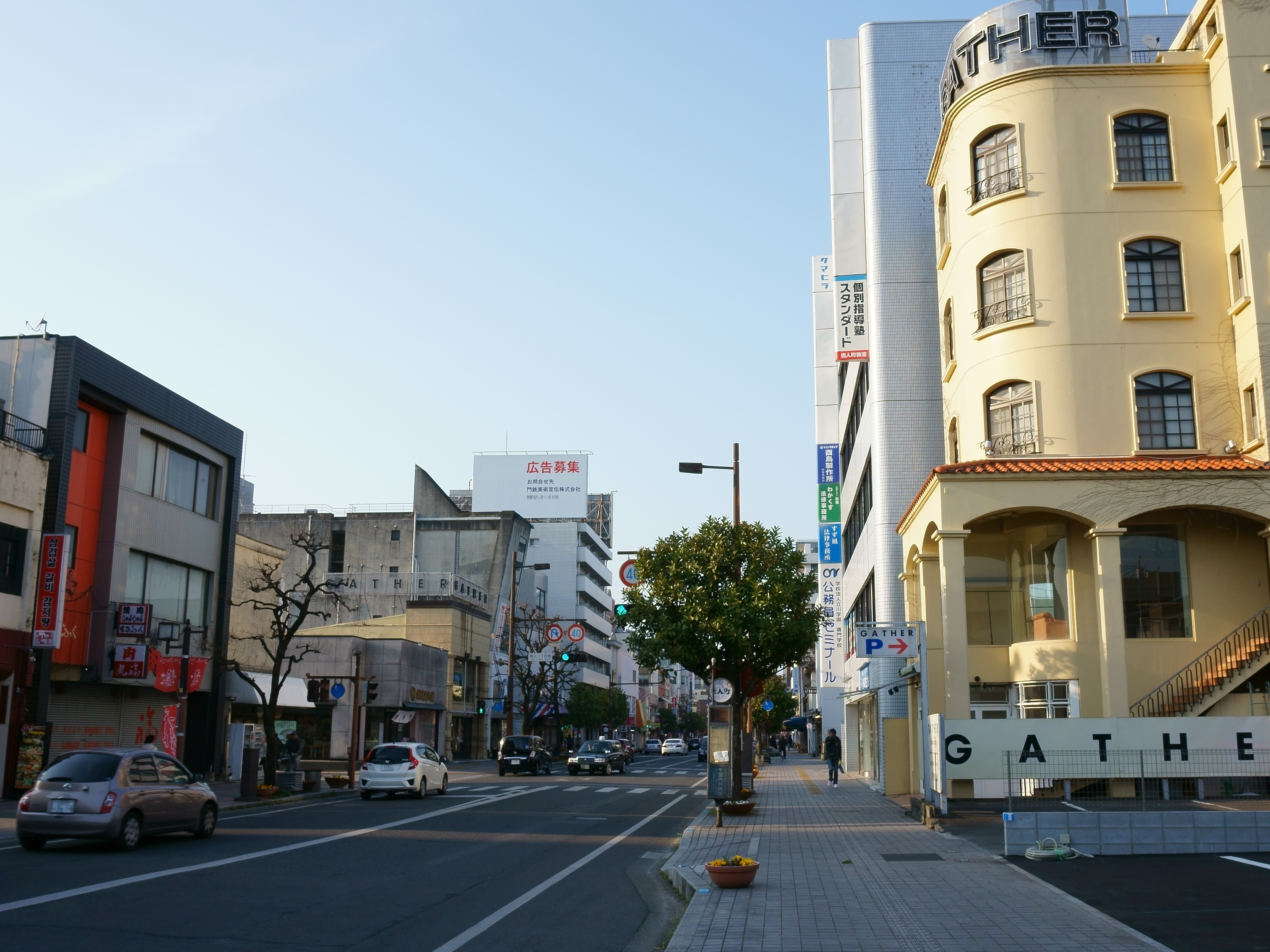
唐人町商店街
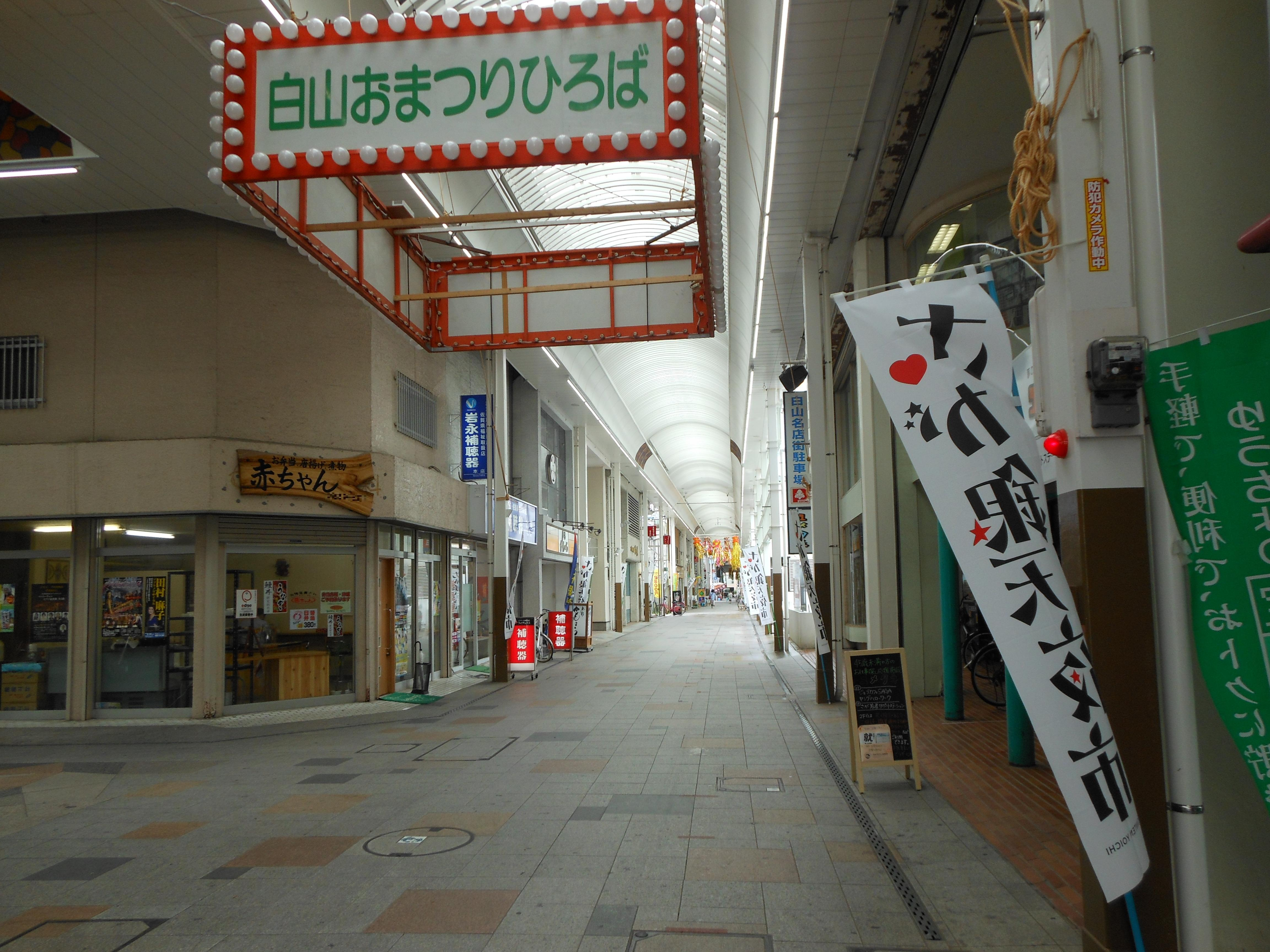
白山名店街

### 佐賀市に本社を置く主な企業
| 金融業 - 佐賀銀行 - 佐賀共栄銀行 建設・エネルギー業 - 佐賀ガス - 中野建設 - 佐賀県で最大手のゼネコン - 松尾建設 - 九州最大手のゼネコン - 佐電工 - 電気設備工事のサブコン 製造業 - 北島 - 佐賀鉄工所 - ボルトメーカー - 戸上電機製作所 - 電力機器・探査機メーカー - リコー計器、佐賀リコー - リコー系列 - フルテック - フルタ電機系列 - 理研農産化工 - 精油・製粉製品メーカー - 村岡屋 | 情報通信業・メディア - 佐賀新聞 - サガテレビ（STS） - エフエム佐賀 - オプティム 小売業 - 佐賀玉屋（百貨店） - ダイレックス - 地場ディスカウントストアチェーン - スーパーモリナガ - 地場スーパーマーケットチェーン - アルタ - 地場スーパーマーケットチェーン - 鈴花 - ギャザー - 有限会社ファミリー - 衣料品店 |

### マスメディア
| テレビ - サガテレビ（リモコンキーID3、フジテレビ系列） - NHK佐賀放送局（総合ID1、教育(Eテレ)ID2） 他のチャンネルは隣県の放送を受信している。詳細は佐賀県#テレビ放送局を参照。他の中継局およびchについては佐賀市内デジタルテレビ中継局を参照。 ケーブルテレビ - 佐賀シティビジョン（ぶんぶんテレビ）（旧佐賀市・久保田） ラジオ - NHK佐賀放送局（ラジオ第1 963 kHz、FM 81.6 MHz） - NBCラジオ佐賀（1458 kHz、JRN・NRN系列） - 長崎放送の中継局だが、独自番組も放送する。 - エフエム佐賀（77.9 MHz、JFN系列） - えびすFM（89.6 MHz、コミュニティFM） NHKラジオ第2については、平野部や山間部南部ではNHK熊本放送局（873 kHz）山間部北部ではNHK福岡放送局（1017 kHz）のカバーエリアとなっている。 | 出版社 - 佐賀新聞 - 地元紙 - 西日本情報センター（倒産） - タウン情報さが（廃刊） フリーペーパー - 月刊ぷらざ佐賀（1987年創刊、97,000部） - 全国ぷらざ協議会幹事会社。 - モテモテさが（92,000部） - 佐賀新聞系列。 - WASABI（80,000部） - カイラン（80,000部） - とっとっとSAGA（廃刊） |

### 特産品
- 丸ぼうろ（菓子) - 南蛮渡来菓子
- さが錦（菓子）
- 白玉饅頭 (菓子) - 與止日女神社の門前菓子
- あめがた (菓子)
- 肥前ビードロ - 精錬方で江戸末期から実験用ガラス器具を製造したことに始まり、食器やランプ用の生産を経て、工芸品として継承されている。
- 鍋島緞通 - 佐賀藩御用品として発達した木綿絨毯。
- 名尾和紙 - 大和町名尾に伝わる伝統的製法の和紙。
- 佐賀海苔 - 一般用のほか、贈答用に特化した高級品も多く生産。最高級品を「佐賀海苔 有明海一番」の名で販売。

## 教育
大学・短期大学

| 国立 - 佐賀大学 | 私立 - 西九州大学 - 西九州大学短期大学部 - 佐賀女子短期大学 - 放送大学佐賀学習センター（特殊な学校法人） |

高等学校

| 県立高等学校 - 佐賀県立佐賀西高等学校 - 佐賀県立佐賀東高等学校 - 佐賀県立佐賀北高等学校 - 佐賀県立致遠館高等学校（県立中高一貫教育校・併設型） - 佐賀県立佐賀商業高等学校 - 佐賀県立佐賀工業高等学校 - 佐賀県立高志館高等学校 | 私立高等学校 - 弘学館高等学校（私立中高一貫教育校） - クラーク記念国際高等学校佐賀キャンパス - 佐賀学園高等学校 - 佐賀清和高等学校（私立中高一貫教育校） - 龍谷高等学校 - 北陵高等学校 - 佐賀女子短期大学付属佐賀女子高等学校 |

中学校

| 佐賀市立中学校 佐賀県中学校一覧#佐賀市を参照 佐賀県立中学校 - 佐賀県立致遠館中学校（県立中高一貫教育校・併設型） - 佐賀県立彩志学舎中学校（夜間中学校） | 私立中学校 - 弘学館中学校（私立中高一貫教育校） - 成穎中学校 - 佐賀清和中学校（私立中高一貫教育校） - 龍谷中学校 国立大学附属中学校 - 佐賀大学文化教育学部附属中学校 |

小学校

| 佐賀市立小学校 佐賀県小学校一覧#佐賀市を参照 | 国立大学附属小学校 - 佐賀大学文化教育学部附属小学校 |

幼稚園
私立幼稚園
佐賀県幼稚園一覧#私立幼稚園を参照。
国立大学附属幼稚園
- 佐賀大学文化教育学部附属幼稚園

保育所
佐賀県保育所一覧を参照。
特別支援学校

| 佐賀県立 - 佐賀県立金立特別支援学校 - 佐賀県立大和特別支援学校 - 佐賀県立ろう学校 - 佐賀県立盲学校 | 国立大学附属 - 佐賀大学教育学部附属特別支援学校 |

各種学校・専修学校

| - 九州国際情報ビジネス専門学校 - 九州国際高等学園 - 佐賀インテリジェントビジネス・カレッジ - 佐賀工業専門学校 - 佐賀コンピュータ専門学校 - 佐賀市医師会立看護専門学校 - 佐賀歯科衛生専門学校 | - 西九州大学佐賀調理製菓専門学校 - 佐賀日中学院 - 佐賀理容美容専門学校（アイ・ビービューティカレッジ） - 専門学校公務員ゼミナール - 寺元ドレメデザイン専門学校 - 西九州大学福祉医療専門学校 - 緑ドレスメーカー服飾専門学校 |

学校教育以外の施設
農業者研修教育施設
- 佐賀県農業大学校

自動車教習所
- 佐賀城北自動車学校
- 南佐賀自動車学校
- 若楠自動車学校
- 川久保自動車教習所
- ふじ自動車学校

## 交通
古くから長崎街道やそれに沿う道、運河が特に発達していた。明治時代に鉄道が開通した後道路が発達し始めたものの、市街地だけだった。戦後、市街地以外で土地整理が行われたのに伴い大きな道路が発達し、国体が開催された1970年代後半ころにその動きが加速した。その後、交通量の増加により城下町特有の街路の狭さも相俟って中心市街地の交通渋滞が深刻化し、これを緩和するために市街地を取り囲む形でほぼ全線4車線の環状道路が整備され、また1985年（昭和60年）には高速道路が開通し、今に至っている。
古くからの市街地（旧城下町エリア）は長崎街道の防衛のために整備された名残で、短く曲がり角の多い道になっているが、環状道路などの周辺バイパス道がよく整備されていることにより、通過目的のみの大型貨物車や乗用車の中心部への流入が極端に少なく、朝夕の通勤ラッシュ時間帯を除いて中心部の交通渋滞はそれほど問題とはなっていない。そのほかの周辺地域ではほとんどが田を埋め立てて造成された道路なので直線道路が圧倒的に多く、ドライバーにとっては走りやすい道路が多い。
近年では、県東部の鳥栖市周辺が交通の中心であり、久留米・鳥栖と長崎・佐世保を結ぶ道路・鉄道の通過点的な性格が強く、拠点としては伸び悩んでいる。熊本・大牟田方面とを結んでいた国鉄佐賀線の廃線はこれに拍車をかけた。ただ、道路に関してはこの方面とを結ぶ有明海沿岸道路が整備されつつあり、唐津方面とを結ぶ西九州道などの整備も進めば現状より改善される可能性がある。
周辺地域へのアクセス
- 鳥栖市など県東部、久留米市方面 : JR長崎本線、国道34号・国道264号・長崎自動車道・佐賀川久保鳥栖線
- 鹿島市など県南西部 : JR長崎本線、国道34号・国道207号・国道444号・有明海沿岸道路
- 武雄市、伊万里市など県西部 : JR長崎本線⇒JR佐世保線・松浦鉄道西九州線、国道34号・国道498号・長崎自動車道
- 多久市など中部、唐津市など北西部 : JR長崎本線⇒JR唐津線、国道203号・国道323号・長崎自動車道
- 福岡市方面 : JR長崎本線⇒JR鹿児島本線、国道263号・国道385号、長崎道・九州自動車道
- 長崎市方面 : JR長崎本線、国道34号・長崎自動車道
- 佐世保市方面：JR長崎本線・JR佐世保線、国道34号・国道35号・長崎自動車道⇒西九州道
- 大牟田市・熊本市方面 : 国道208号・有明沿岸道
- 東京・大阪方面 : JR長崎本線 - JR鹿児島本線 （九州新幹線）- 山陽本線（山陽新幹線）・東海道本線（東海道新幹線）、佐賀空港、福岡市方面⇒福岡空港

### 空港
- 佐賀空港（愛称 : 九州佐賀国際空港）
  - 国内線
    - 全日本空輸:東京(羽田)
    - スプリング・ジャパン:東京(成田)

  - 国際線
    - ティーウェイ航空:ソウル(仁川)
    - 春秋航空:上海/浦東、西安
    - タイガーエア台湾:台北/桃園

川副町(佐賀市最南端)に所在。アクセスは、市中心部と佐賀空港の間を路線バスが結んでいるほか、リムジンタクシーも運行している。
佐賀空港開港以前から現在も福岡空港が実質的な最寄り空港として市民に利用されている。福岡空港のほうが便数と国内外の接続都市が多く運行時間が多様であることと、佐賀駅バスセンターと福岡空港を結ぶ西鉄高速バスが始発から最終便との接続まで１時間に１本以上運行されており、公共交通利用に限れば利便性で劣位にある。特に佐賀駅バスセンターから佐賀大和インターまでの国道263号線沿いの住宅街に路線バス並みの停留所を設置していることから、市街地北部からは佐賀空港よりも福岡空港のほうが圧倒的に利便性が高い。また長崎線および鹿児島線と福岡市営地下鉄を乗り継いでも、首都圏のほとんどの地域からの羽田アクセスより円滑に福岡空港に到達できる。
これに対抗するため、佐賀空港は大規模な無料駐車場をターミナル前に設置し、地域交通の主軸である自家用車利用者の取り込みを図っている。

### 鉄道
- 九州旅客鉄道（JR九州）
  - 長崎本線

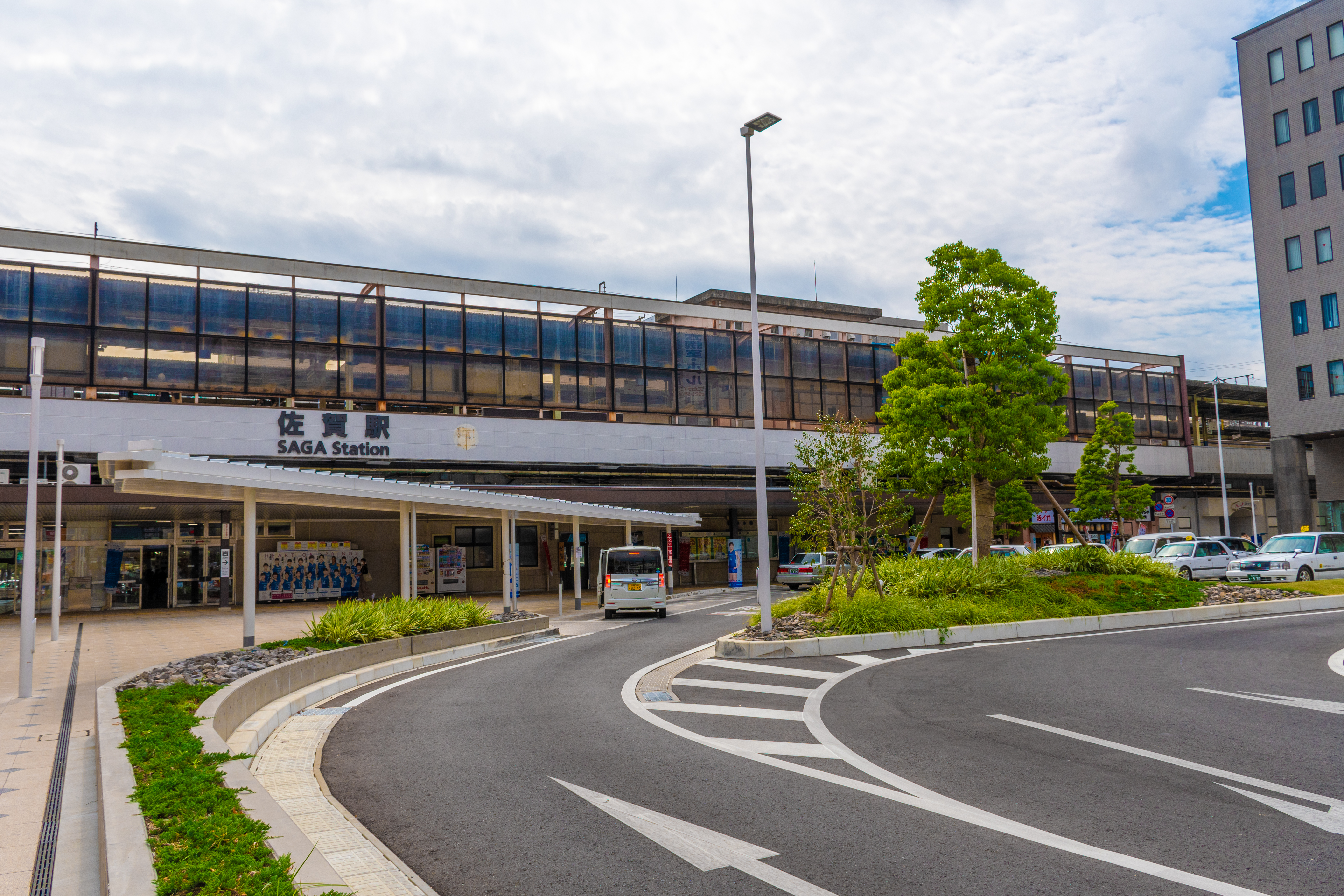
佐賀駅

    - 伊賀屋駅 - 佐賀駅（市内の中心駅） - 鍋島駅 - バルーンさが駅（佐賀インターナショナルバルーンフェスタ期間中のみ開設） - 久保田駅

  - 唐津線
    - 久保田駅

県庁所在地の市ではあるが市内に駅は少なく、常設駅は4駅（臨時駅のバルーンさが駅を含めても5駅）しかない。これは全国の県庁所在地では最少である。

### 道路
- 高速道路
  - 長崎自動車道 - 上りは鳥栖JCT経由で福岡・大分・熊本方面、下りは長崎・佐世保方面と接続する。
    - インターチェンジ及びジャンクション：佐賀大和IC - 大和町久池井、国道263号沿い。
    - その他の施設：金立SA

  - 有明海沿岸道路 - 福岡県大牟田市と鹿島市を結ぶ地域高規格道路。嘉瀬南IC以東は未開通。
    - インターチェンジ及びジャンクション：諸富IC - 川副IC - 空港東IC - 空港西IC - 東与賀IC - 佐賀JCT - 嘉瀬南IC - 久保田IC - 芦刈IC - 芦刈南IC(芦刈ICと芦刈南ICは小城市)

  - 佐賀唐津道路 - 佐賀市と唐津市を結ぶ地域高規格道路。佐賀市内の区間は全線未開通。
    - インターチェンジ及びジャンクション：佐賀JCT - 嘉瀬IC - 嘉瀬北IC - 鍋島IC - 大和IC
- 一般国道

| - 国道34号（北部バイパス） - 国道207号（市街地部分は通称「貫通道路」） - 国道208号（南部バイパス、西部環状線（環状西通り）） - 国道263号 - 有料区間：三瀬トンネル - 道の駅大和 | - 国道264号（貫通道路、堀江通り） - 国道323号 - 国道444号 |

- 県道（主要地方道）

| - 福岡県道・佐賀県道12号前原富士線 - 福岡県道・佐賀県道18号大牟田川副線 - 佐賀県道・福岡県道20号佐賀大川線 - 佐賀県道29号佐賀停車場線（中央大通り） - 佐賀県道30号佐賀川副線（大財通り、水ヶ江通り） - 佐賀県道31号佐賀川久保鳥栖線 | - 佐賀県道39号富士三瀬線 - 佐賀県道46号中原三瀬線 - 佐賀県道48号佐賀外環状線 - 佐賀県道49号佐賀空港線（空港道路） - 佐賀県道51号佐賀脊振線 - 佐賀県道54号西与賀佐賀線 |

- 主な一般県道（その他の一般県道は佐賀県の県道一覧を参照）

  - 佐賀県道333号佐賀環状東線（東部環状線（環状東通り））
- その他の主要道路
  - 県庁通り
  - 佐賀南部広域農道

### バス

#### 一般路線バス
以下の各社により、佐賀駅に隣接する佐賀駅バスセンターを中心に近隣の市町村とを結ぶ路線網が構築されている。
- 佐賀市交通局（佐賀市営バス）：佐賀市内のうち主に平野部の全域に路線を持つ。佐賀市内発着の佐賀空港連絡バスも運行する。
- 昭和自動車（昭和バス）：佐賀市北部や小城市北部・多久市・唐津市など、主に県北部・北西部・北東部と佐賀市中心部を結ぶ路線。
- 祐徳自動車（祐徳バス）：武雄市・鹿島市など、主に県西部・西南部と佐賀市中心部を結ぶ路線。
- 西日本鉄道グループ（西鉄バス）：西日本鉄道子会社の西鉄バス久留米・西鉄バス佐賀が神埼市などの県東部や福岡県内の久留米市・大川市・柳川市と佐賀市を結ぶ路線を運行している。
- ジョイックス交通：神埼市と三瀬地区を結ぶ三瀬神埼線を運行する。

#### コミュニティバス
- 富士町コミュニティバス - 旧・富士町内で運行。ロイヤル観光が担当するマイクロバス便と乗合タクシーで運行されている。朝夕の便以外は予約制。
- 三瀬地区コミュニティバス - 旧・三瀬村内で運行。乗合タクシーでの運行。

#### 乗り合いタクシー
- 春日北デマンドタクシー「きたきた号」 - 大和町春日北校区及び春日校区の一部区域において運行されている乗合デマンドタクシー。

#### 高速バス
- 太字は佐賀市内の停車地
- 新型コロナウイルスの影響で長期運休中の路線は記載せず

| 愛称名         | 運行会社   | 運行区間 | 昼/夜行   |
| -------------- | ---------- | --- | --------- |
| ユタカライナー | ユタカ交通 | 大阪市（OCAT・USJ） - 佐賀駅前（市役所前） 京都市（京都駅八条口）・大阪市（OCAT） - 金立SA                                        | 夜行      |
| WILLER EXPRESS | 祐徳自動車 | 大阪市（WBT大阪梅田・USJ） - 金立SA・佐賀駅BC                                                                                     | 夜行      |
| WILLER EXPRESS | 祐徳自動車 | 広島市（BS広島） - 金立SA・佐賀駅BC                                                                                               | 夜行 昼行 |
| わかくす号     | 西日本鉄道 | 福岡市（天神高速BT） - 高速基山 - 高速鳥栖神辺 - 高速中原 - 高速神埼 - 金立SA・佐賀市内・佐賀駅BC・佐賀第二合同庁舎               | 昼行      |
| （愛称名なし） | 西日本鉄道 | 福岡空港 - 筑紫野(二日市温泉入口) - 高速基山 - 高速鳥栖神辺 - 高速中原 - 高速神埼 - 高速金立・佐賀市内・佐賀駅BC・佐賀第2合同庁舎 | 昼行      |

### 船舶
市内には漁港しかなく、佐賀市を発着する一般旅客航路は無い。諸富町では、夏季に定期遊覧船や予約制遊覧船が運航している。
なお、江戸時代には川副の早津江に三重津海軍所が存在した。2015年に世界文化遺産に登録された。

## 姉妹友好都市・提携都市
国内
- 佐久市（長野県）
1998年5月20日に旧・川副町と旧・臼田町が「博愛の縁」合意。合併により2007年10月1日交流都市承継。
佐野常民（旧・川副町出身）と大給恒（竜岡藩主 松平乗謨）が博愛社（のちの日本赤十字社）を創設した縁。なお当市川副町には「佐野常民と三重津海軍所跡の歴史館」がある。

国外
- ウォーレン郡 (ニューヨーク州)[注釈 2]とグレンズフォールズ (ニューヨーク州)（アメリカ合衆国）
1988年9月23日姉妹都市提携
バルーンでの交流をきっかけに提携。生徒交流やバルーンチームの相互交流が行われている。
- 釜山広域市蓮堤区（大韓民国）
1998年10月9日友好都市提携
青少年の相互交流が中心。市報の相互掲載も行われており、政治や行政による交流も盛ん。
- 連雲港市（中華人民共和国）
1998年11月27日友好都市提携
徐福関連の文化交流や研究が長く行われてきたことで提携に至った。
- キュサック＝フォール＝メドック[注釈 3]（フランス）
1988年4月19日に旧三瀬村と姉妹都市提携、合併により提携を継承
観光牧場構想のモデルとして、三瀬村とよく似たこの村が浮上したことをきっかけに提携。生徒の相互交流が中心。
- リメイラ（ブラジル）
1981年4月16日に旧諸富町と姉妹都市提携、合併により提携を継承
古くから諸富町に工場を置いていた味の素がリメイラ市に進出したことで、味の素が仲介を行って提携した。短期大学の相互派遣などが行われている。

## 観光・文化
中心市街地周辺では、江戸時代に成富兵庫茂安の石井樋建設によって嘉瀬川から分流された多布施川が市中を縦断、城内を経て佐賀江川に至るのをはじめ、中小河川の支流が街中を張り巡らしていた。古くからの城下市街地では表通りを流れる水運路が美しい景観を生み出す一方で、家々の裏にも飲用水の供給を目的とした背割り水路が網羅されていて、昭和40年ごろまでは生活用水や水遊び場として広く利用されていた。またこの水はやがて用水路に至り農業用水としても活用されていた。しかし次第に生活排水による水質悪化が問題となって、生活用水としては利用されなくなっていたところ、市民運動から始まった「水対策市民会議」（1980年 - ）によって年2回の市内一斉河川清掃「川を愛する週間」運動が展開されたことにより水質改善、また水路網の修景や保存意識が高まり水辺の環境が向上した。こうした経緯、環境から旧・佐賀市は水の郷百選に選ばれている。
また、平野部では佐賀平野特有のクリークが多く点在している。クリークは、夏季には河川と水量を調節しながら水が供給され、冬季などはため池のような役割を担い、年中ほとんどの時期で水を有している。そのため、トンボやホタルなどが多く生息しており、この地域の自然の特徴とされている。これらは観光資源でもあり、「トンボ王国・さが」と題して観光や環境教育に活用されている。
一方で、水辺が多いことで蚊が多く発生しやすいといわれており、市報でも毎年蚊対策を呼びかけるほどで、蚊の羽音になぞらえて「ぶーんか都市」（「文化都市」と掛けている）と自嘲する声もある。
一方で、山岳部でも水辺の環境は良好で、旧・富士町も「緑と清流と温泉の町」として水の郷百選に選ばれている。
古墳時代の遺跡から佐賀藩時代の城跡、さらに幕末期の反射炉跡まで、比較的多くの史跡が残っている歴史のある街である。近年、観光資源の発掘が盛んでかつて住宅街に埋もれていた佐賀城本丸周辺も立ち退きが進み観光地的雰囲気を醸し出し、特に2004年の天保期の本丸御殿を再現した県立佐賀城本丸歴史館の開館以降市内観光の中心的役割を担っている。また日本の科学技術近代化の一翼をになった佐賀藩のお膝元だけに国産初の蒸気機関車模型（蒸気車雛形）、蒸気船模型、湿板写真機、高度な撮影・現像技術に裏打ちされた藩主鍋島直正公の鮮明な肖像や慶応年間の城下の古写真、トンメス分析表などの幕末に製作された科学技術近代化遺産が豊富である。現在もその名残として佐賀藩精錬方の流れを汲むガラス器製造が副島硝子によって継承されている。その他無形遺産が比較的豊富で、古くは肥前国風土記の伝承があるほか、葉隠や徐福などの伝説も残っている。
食文化で特筆すべき点は長崎街道（シュガーロード）沿いにあることによる菓子文化の発達が挙げられる。潤沢に手に入った砂糖と豊饒な佐賀平野で穫れるもち米や小麦を材料とした上に、南蛮・中華貿易を通じて伝来した製法により古くからバリエーション豊かな菓子が作られてきており、今では信じられないことに多くの市内老舗菓子店でもカステラの斤単位≒600ｇでの量り売りなどが盛んに行われ、戦前には製菓業は人気の職業として三番目にあげられるほどであったが、中心部の衰退とともに菓子店は次第に数を減らし、かつて盛んに生産され名物になっていた米おこしや、婚礼用の金華糖の一種である寿賀台（すがだい）など幻となった菓子も多い。しかし近年シュガーロードが脚光を浴びることで観光資源として再び注目を集め始めている。

### 恵比須
中心部の街角の至る所に恵比須像が点在し、総数は800体近くあるとされている。これらは、江戸時代より商売繁盛などを願って設置されたもので、古くより身近な存在として市民に親しまれてきた。観光素材として取り上げる動きはこれまでなかったが、2004年より市民団体や行政によって「恵比須八十八ヶ所巡り」などの観光事業も行われている。詳細は「佐賀の恵比須」を参照。

### 文化公共施設
- どんどんどんの森
  - 佐賀市立図書館

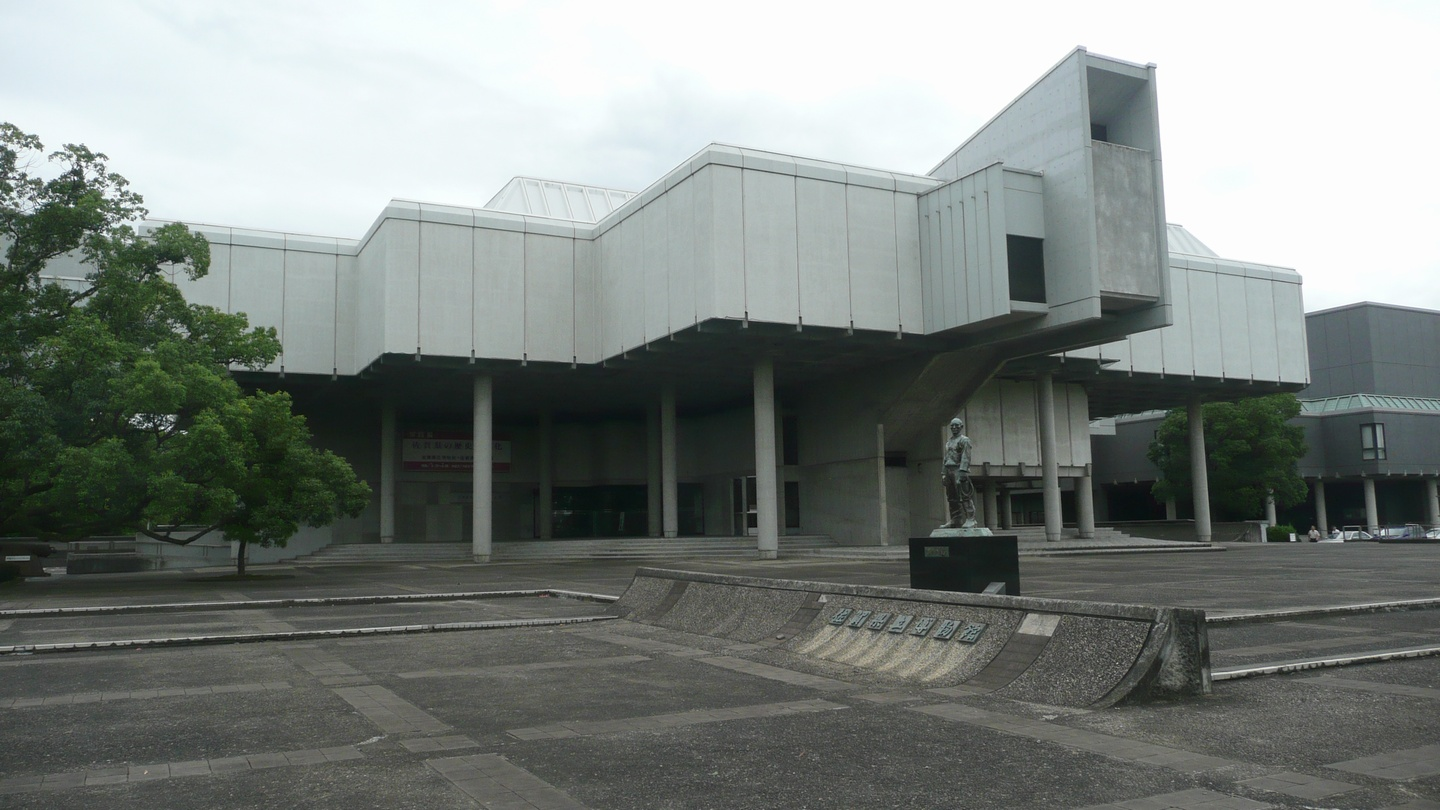
県立博物館

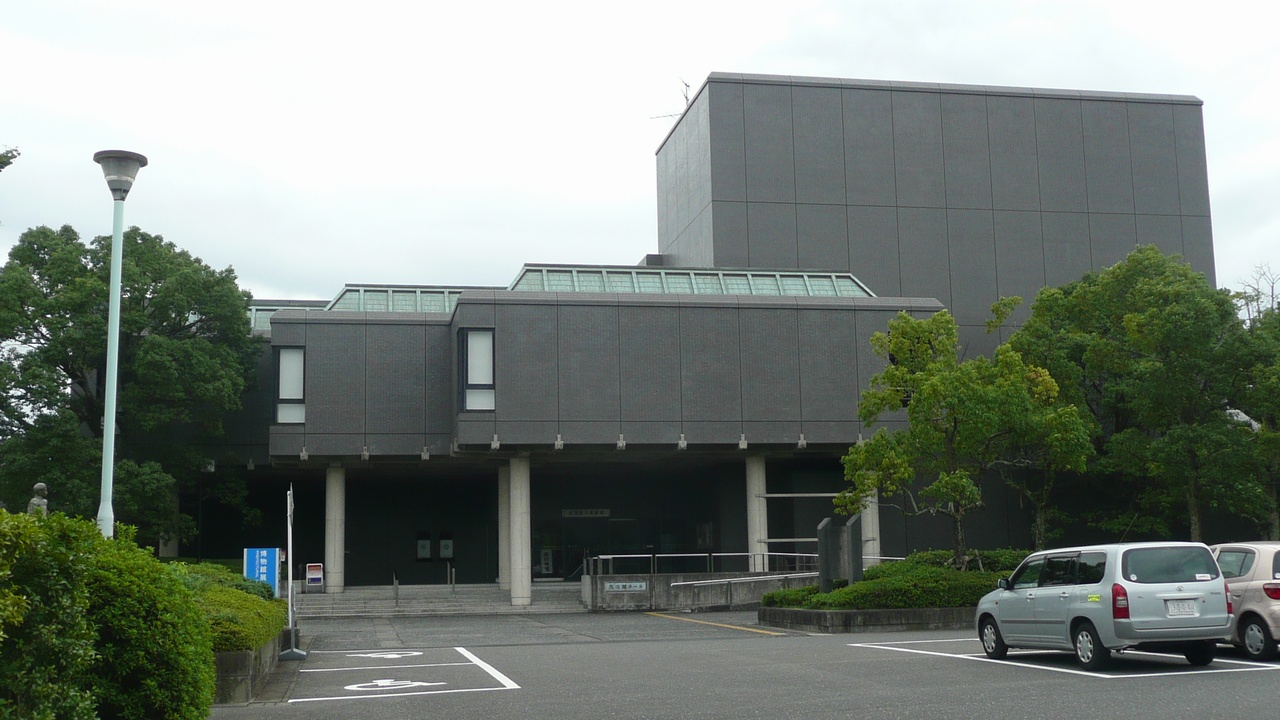
県立美術館

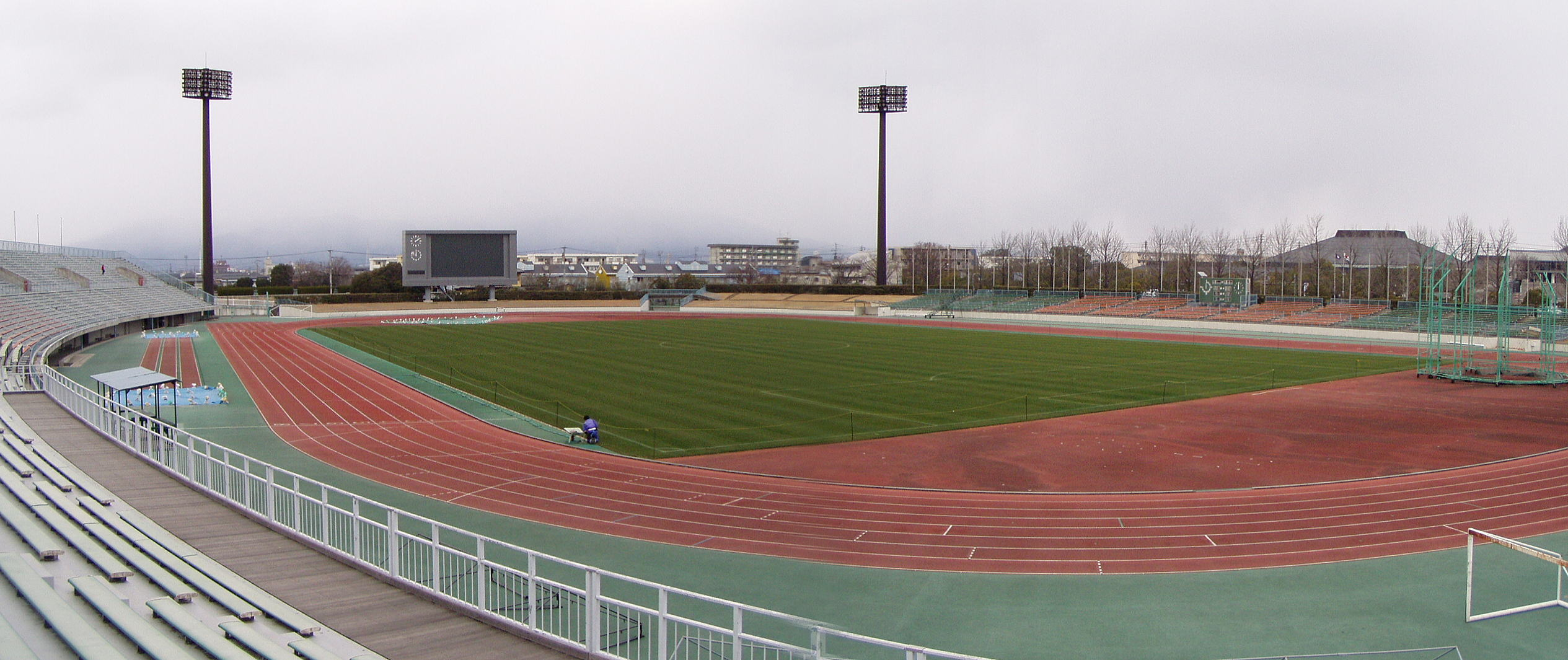
総合運動場陸上競技場

  - 佐賀県立女性センター・佐賀県立生涯学習センター（アバンセ）
- 城内地区周辺
  - 佐賀県立佐賀城公園
    - 佐賀県立佐賀城本丸歴史館

  - 佐賀県立図書館
  - 佐賀県立博物館
  - 佐賀県立美術館
  - 市村記念体育館 - リコー三愛グループ創業者市村清の寄贈。
  - 佐賀バルーンミュージアム - 熱気球をテーマにした日本国内初の常設博物館。
- 日の出地区
  - 佐賀県総合運動場陸上競技場 - サガン鳥栖の準ホームスタジアムとして年間数回程度開催されることもある。
  - 佐賀県総合体育館 - 久光スプリングスのホームとしてV・プレミアリーグの試合も開催される。
  - 佐賀市文化会館 - ライブ、コンサートなどでは佐賀県の中心施設。
- 佐賀県立森林公園野球場
- 佐賀ブルースタジアム（佐賀市立野球場）
- 佐賀市立体育館
- 佐賀市健康運動センター
- 旧・佐賀郡
  - スポーツパーク川副
  - 佐賀市立諸富文化体育館（ハートフル）
  - 佐賀市立図書館（東与賀館）
  - 川副公民館（旧川副町民会館）

### 史跡・歴史遺産

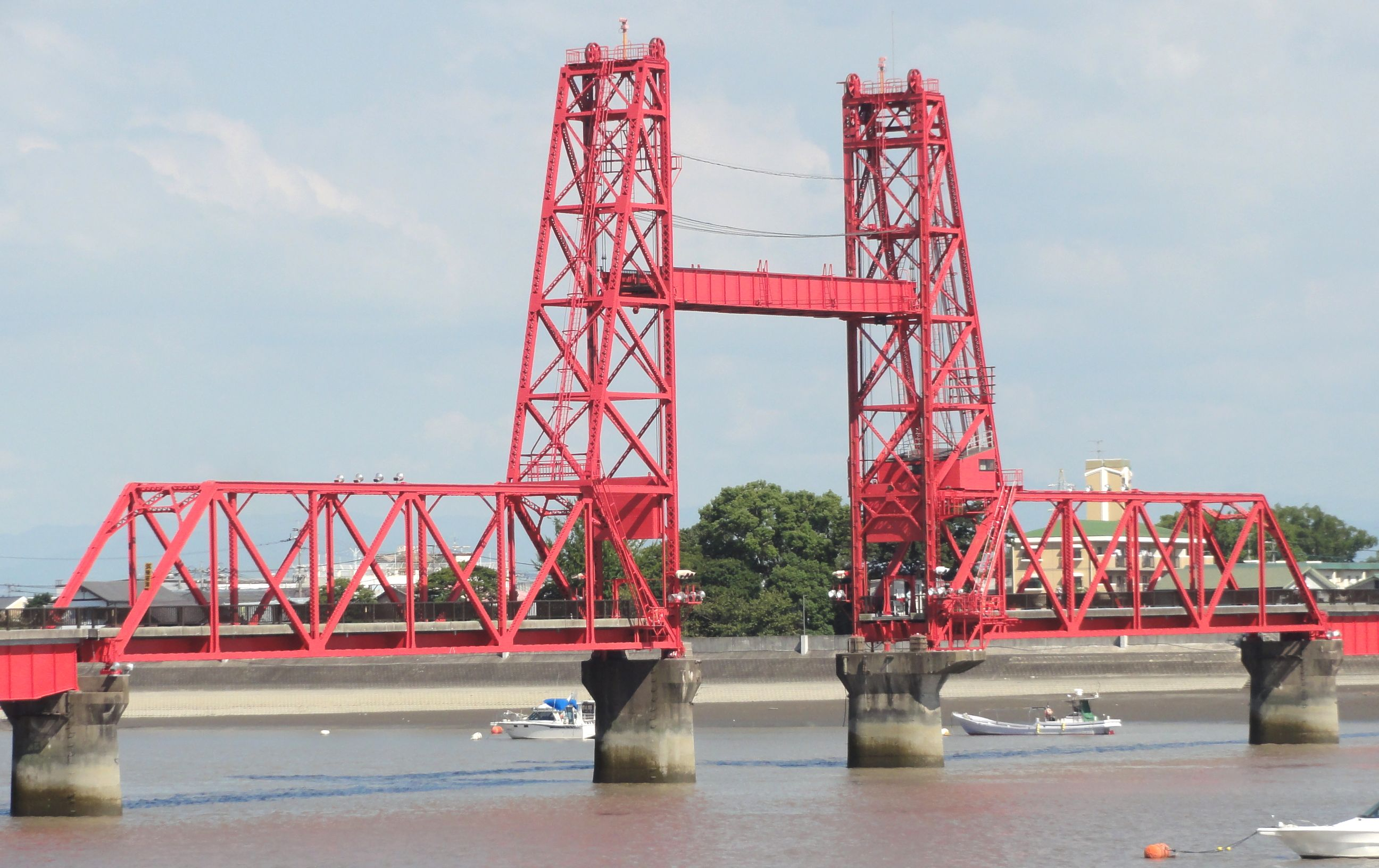
筑後川昇開橋

佐嘉神社

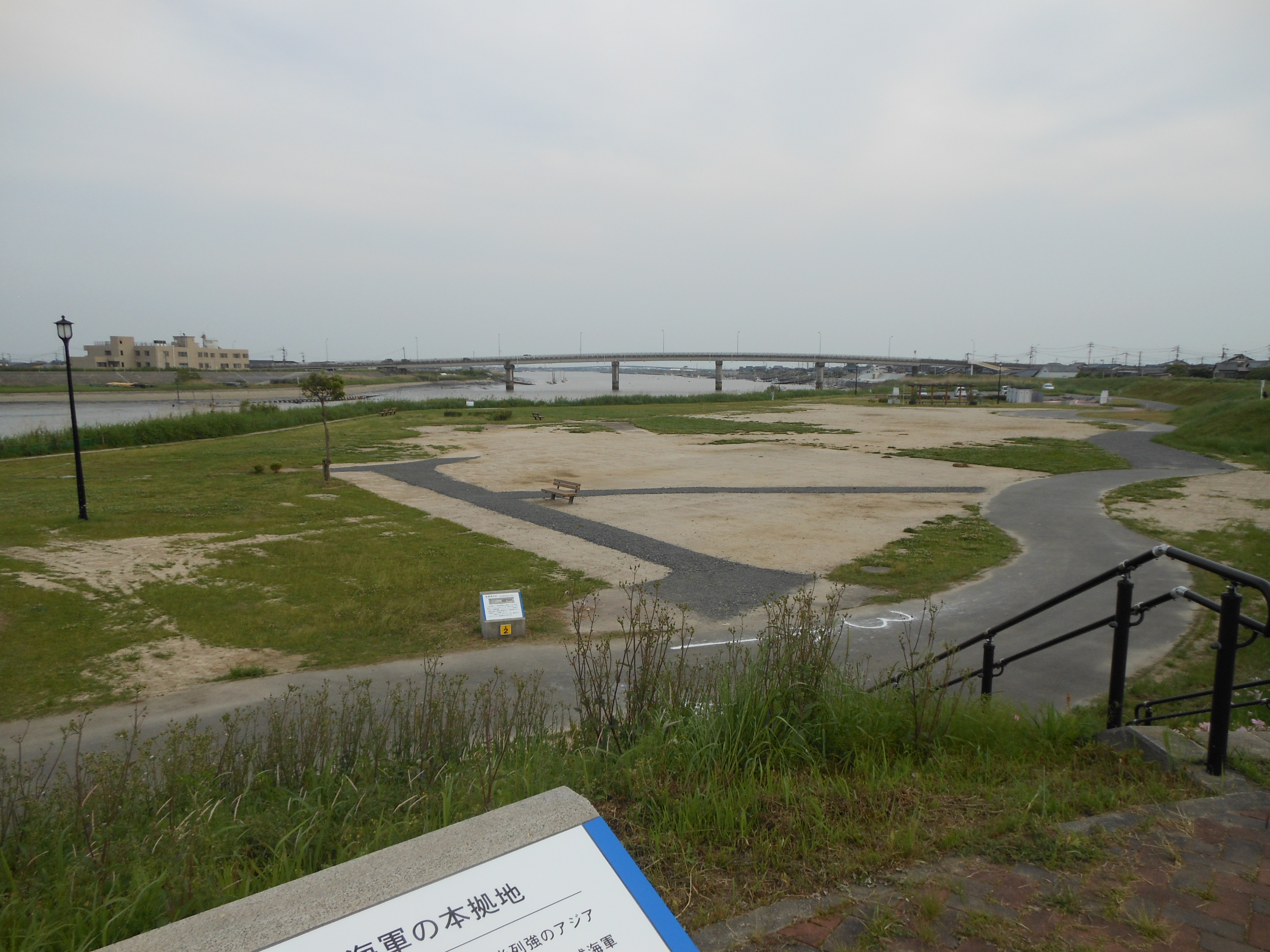
三重津海軍所跡

- 吉村家住宅 - 1789年建造とされる佐賀県下最古の現存する住宅。富士町上無津呂。
- 久保泉町・金立町・大和町付近には、多数の古墳をはじめとして、古代〜中世あるいはそれ以前の史跡が点在する。
  - 銚子塚古墳 - 4世紀ごろの古墳。国の史跡に指定。
  - 西隈古墳 - 5世紀ごろの古墳。国の史跡に指定。
  - 久保泉丸山遺跡 - 縄文〜弥生時代と古墳時代の遺跡の複合遺跡。長崎自動車道建設に伴い1982年に遺跡ごと移設。
  - 築山古墳（築山瓦経塚） - 成富兵庫茂安夫妻の墓の跡。出土した瓦経は国の重要文化財（佐賀県立博物館保管）。
  - 熊本山古墳 - 出土した舟形石棺は国の重要文化財（佐賀県立博物館保管）。
  - 肥前国府跡 - 律令制時代より肥前国の国府が置かれていた跡地。
  - 舩塚古墳 - 5世紀中ごろの前方後円墳。
  - 東名遺跡 - 縄文時代早期末葉の遺跡。2016年に国の史跡に指定。
- 与止日女神社 - 肥前国の一宮。與止日女神を祀る。
- 鎮西出雲大社 - 文永十年（1273年）に（再建）建立。関白豊臣秀吉公が訪れた事がある。
- 葉隠発祥地 - 大和町黒土原とされ、山本常朝の碑が立てられている。
- 佐賀市街地には佐賀藩時代、明治維新期の史跡が点在する。
  - 佐賀城跡・佐賀城本丸歴史館（ホームページ ）
  - 佐嘉神社・松原神社
  - 与賀神社 - 楼門、三の鳥居、石橋は国の重要文化財に指定。
    - 佐賀城跡の楠群・与賀神社の楠はともに県の天然記念物に指定されている。
    - 本殿・幣殿・拝殿は国の登録有形文化財に登録されている[32]。

  - 高伝寺 - 龍造寺氏、鍋島氏の菩提寺。
  - 徴古館 - 鍋島家の資料館。
  - 築地反射炉跡 - 長瀬町にある日本最初の実用反射炉の跡地。
  - 多布施反射炉跡 - 幕府からの鉄製大砲注文に応えるために増設された炉。
  - 精錬方跡 - 幕末西洋科学技術の最先端研究施設「精錬方」の跡地。
  - 大隈重信旧宅 - 早稲田大学の創設者・初代総長大隈重信の生家・旧宅。国指定史跡。
  - 大隈重信記念館 - 大隈重信侯の誕生125年を記念して開館。大隈重信旧宅に隣接。
  - 佐賀市歴史民俗館 -長崎街道沿いに残る 旧古賀銀行・旧古賀家・旧牛島家・旧三省銀行・旧福田家の五つの歴史的建造物群。
  - 野中烏犀圓 - 佐賀の老舗薬店。江戸期の店舗は国の登録有形文化財である。通常非公開であるが、希少な「解体新書初版」と火薬製造に欠かせない無機定性分析表である「トンメス分析表」を所蔵する。
- 筑後川昇開橋 - 筑後川に架かる、旧国鉄佐賀線の朱塗りの可動式橋梁。国の重要文化財。機械遺産。
- 山口家住家 - 19世紀前半に建てられたとされる、この地域特有の「じょうご造り」の古民家。国の重要文化財。川副町大詫間。
- 三重津海軍所跡 - 幕末に設置された佐賀藩の海軍所跡。蒸気船など修船・運用と教育機関が存在した。世界遺産『明治日本の産業革命遺産 製鉄・製鋼、造船、石炭産業』構成資産。
- 佐野常民と三重津海軍所跡の歴史館 - 佐野常民と三重津海軍所跡に関する常設展示があり、2021年9月25日に「佐野常民記念館」からリニューアルオープン[33]。
- 龍造寺隆信像と燈堂（あかしどう）。
- 鍋島直正公銅像 - 肥前国佐賀藩10代藩主鍋島直正公の銅像。佐賀城本丸御殿の北側の二の丸跡（鯱の門北側広場）に平成29年に再建。
- 島義勇銅像 - 「北海道開拓の父」佐賀藩藩士・島義勇の銅像。佐賀城公園「西御門橋」南側。
- 行幸記念碑 - 東与賀町。昭和天皇最後の行幸地。

このほか、各地に徐福の伝説が残る。佐賀市内だけでも金立町、諸富町、富士町、大和町の4か所が徐福ゆかりの地とされている。上陸地の諸富町寺井津「浮盃」、片葉の葦、新北神社のビャクシン、金立町「千布」、阿辰観音、金立山のフロフキ（徐福記念館）など経路上に多数の伝説がある。

### 名所、景勝地、公園など

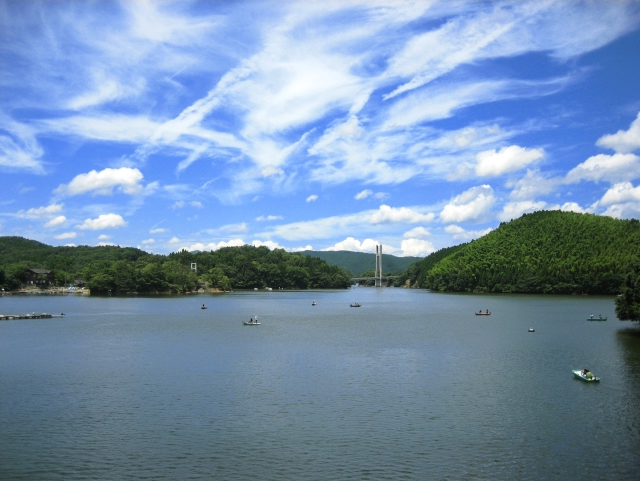
北山ダム湖の風景

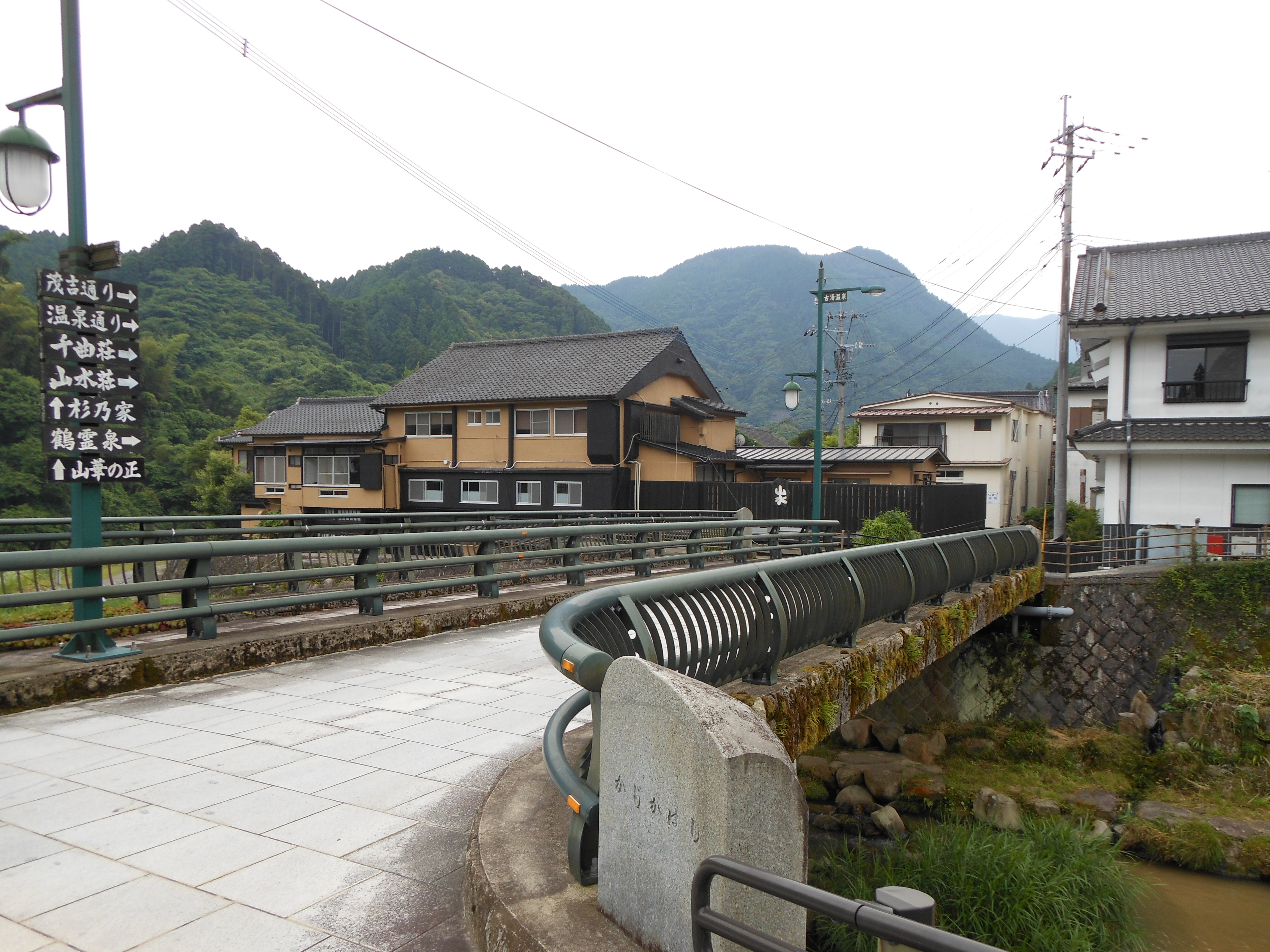
古湯温泉

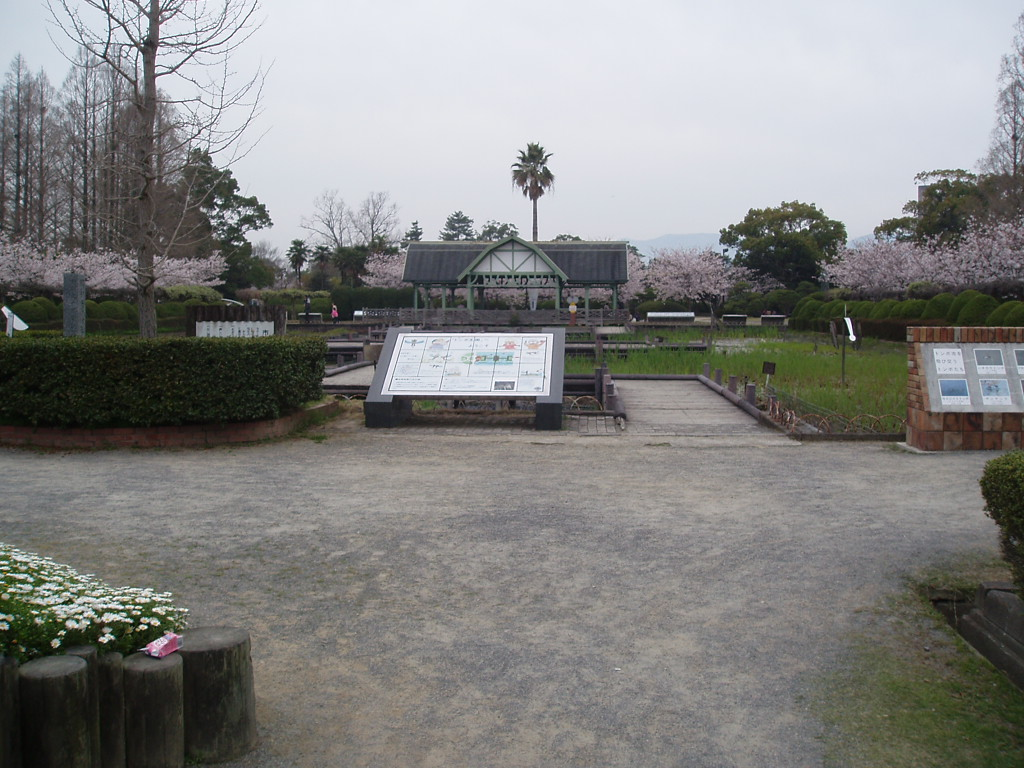
神野公園

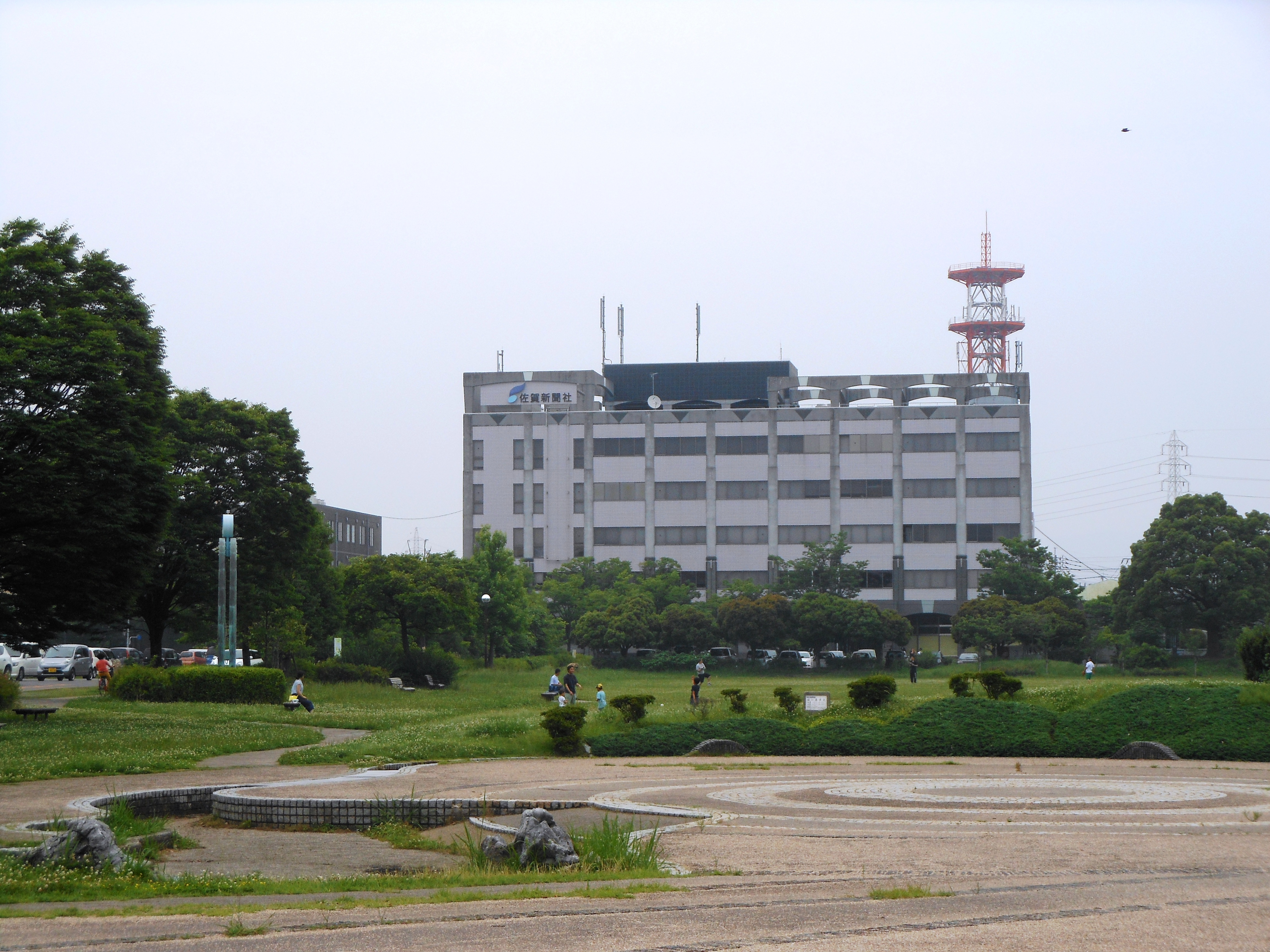
どんどんどんの森

- 北山ダム、21世紀県民の森 - 釣りやサイクリングなどの行楽地、避暑地として利用される。散策路、自然景観の名所でもある。
- 三瀬ルベール牧場 どんぐり村 - 南フランスの田舎町をイメージした観光牧場。
- 三瀬温泉やまびこの湯
- 天山スキー場 - 県内唯一のスキー場で、11月 - 3月ごろに営業[注釈 4] ドリフトサーキット場などの夏季営業もあり。
- 西の谷の棚田 - 日本の棚田百選。富士町古湯。
- 古湯温泉 - 古くより湯治場として栄える。美人の湯。
- 熊の川温泉 - 盛衰を繰り返し、湯治場として現在に至る。
- 川上峡 - 「九州の嵐山」とも呼ばれる。渓流の周囲に景勝地や行楽地、温泉などが点在。
- 川上峡温泉 - 川上峡の近くにある小さな温泉地。
- 巨石パーク - 10 m以上の巨石群をテーマとした公園。
- 大和中央公園 - 5 - 6月に見ごろを迎える花しょうぶ園がある。
- どんどんどんの森
- 金立公園、金立山いこいの広場 - 遊戯施設・アウトドア施設、桜・紅葉・コスモスの名所。植物・薬草の資料館もある。
- 夢咲公園 - 児童遊園。
- 蓮池公園 - 蓮池藩の庭園を継承。桜や菖蒲の名所。
- ひょうたん島公園 - 佐賀平野のクリークを保存。農業をテーマとした体験なども実施。
- 多布施川河畔公園 - 市街地から郊外に至る散策路、桜の名所。
- 神野公園 - 小動物園やとんぼ池がある。隔林亭近くの池沿いなど園全体に桜並木（隣接する多布施川ともつながる）が植えられている。
  - 神野公園こども遊園地 - 小規模ながら県内唯一の遊園地を擁する。
  - 隔林亭 - 鍋島家の茶屋を再建したもの。
- 佐賀県立森林公園 - 自然公園とスポーツ施設を併設。
- 佐賀城公園 - 城堀沿いと城跡周辺に広がる公園。散策路、桜や紅葉の名所。
- 空港公園 - アスレチック施設、観光施設。
  - 近隣にはコスモス園、わた畑も整備されている。
- 川副さくらロード
- 松土居公園
- 東よか干潟（ラムサール条約湿地、2015年5月29日登録）
- 干潟よか公園 - アスレチック施設。
- シチメンソウ群生地 - 東与賀町の有明海沿岸一帯。
- ふれあいクリーク公園

### 映画館
- シアター・シエマ
- 109シネマズ佐賀
- イオンシネマ佐賀大和

### 祭事・催事
- 白鬚神社の田楽 - 久保泉町川久保で10月18日と10月19日に行われる田楽。2000年（平成12年）に国の重要無形民俗文化財に指定。
- 見島のカセドリ - 蓮池町見島地区で小正月にあたる2月第2土曜に行われる来訪神行事。2002年（平成14年）に国の重要無形民俗文化財に指定。
- 三重の獅子舞 - 諸富町で10月に行われる獅子舞。佐賀県の重要無形民俗文化財に指定されている。
- 佐賀城下栄の国まつり - 8月初旬市の中心部で開かれる。
- 精霊流し - 8月15日夕方から夜にかけて実施。現在は主に久保田町の嘉瀬川沿いや八戸町などで行われている。古くは市街地南部の各地で行われていたが、船や供物が岸に流れ着いてその処分が問題になったことから自粛する地域が増え、供物を乗せず灯籠のみとしたり、場所を指定し下流ですべて回収したり、共同の精霊船とするなどの対策をとって実施するようになってきている。
- 銀天夜市 - 6月・7月から8月まで土曜日を中心に商店街で開かれる。
- 佐賀インターナショナルバルーンフェスタ - 10月下旬 - 11月上旬に開かれる熱気球の国際大会。
  - SAGAバルーンチャレンジシリーズ - 11月下旬 - 2月下旬まで断続的に行われるバルーンフェスタ開催後の小規模大会。
  - 佐賀ライトファンタジー - バルーンフェスタ開幕前日から翌年1月ごろまで行われる市街部道路のライトアップ。
- 佐賀城下ひな祭り - 2月から3月まで開かれる。
- チューリップ祭り - 4月に久保田町で開かれる。
- 古湯映画祭 - 9月に富士町古湯温泉で開かれる映画祭。

### その他
- シシリアンライス - 佐賀市のご当地グルメ。
- 日本100名城：佐賀城
- 名湯百選：古湯温泉、熊の川温泉
- 美しい日本の歴史的風土100選：鍋島家城下町、石井樋など佐賀藩の歴史遺産

### スポーツ
スポーツチーム
- 佐賀バルーナーズ - バスケットボール、B1.LEAGUE
- ダイワアクト - ソフトボール、日本男子ソフトボールリーグ
- 佐賀魂 - 社会人野球、練習場は江北町の江北町営花山球場

共に鳥栖市をホームタウンとしているサガン鳥栖（Jリーグ）と久光スプリングス（V.LEAGUE）は当市をホームタウンとしていないがホームゲームを開催している。
スポーツイベント
- さが桜マラソン

## 出身者

### 政治家・官僚
- 池田直 - 全国知事会副会長、公選第4-8代佐賀県知事、会計検査院事務総長
- 石川又八 - 衆議院議員（通算2期）、佐賀県会議員（2期）、佐賀郡会議員（2期）、第12代佐賀県久保田村長、久保田搦耕地整理組合初代組合長
- 岩田和親 - 衆議院議員、経済産業副大臣兼内閣府副大臣（第2次岸田第2次改造内閣）、佐賀県議会議員（3期）
- 大井又次 - 台湾総督府官僚、彰化市長
- 川原誠 - 経済産業技官、秋田県副知事
- 小林勝馬 - 鍼灸師、参議院議員（1期）
- 原口一博 - 第12・13代総務大臣、衆議院議員、佐賀県議会議員（2期）
- 松尾浩則[35] - 農林水産省農産局長、農林水産省大臣官房危機管理・政策立案総括審議官（2023年[36] - 2024年[37]）（旧東与賀町出身）
- 村田政矩 - 佐賀藩重臣
- 本野一郎 - 外交官、第32代外務大臣

#### 七賢人
- 島義勇 - 佐賀の七賢人の1人
- 副島種臣 - 佐賀の七賢人の1人
- 大木喬任 - 佐賀の七賢人の1人
- 江藤新平 - 佐賀の七賢人の1人
- 大隈重信 - 佐賀の七賢人の1人

### 文化
- 宮地嘉六 - 小説家
- 三好十郎 - 小説家
- 戸川幸夫 - 小説家
- 井手雅人 - 小説家、脚本家
- 満岡伸一 - アイヌ研究家、俳人
- 岡田三郎助 - 洋画家
- 久米桂一郎 - 洋画家
- 野村昭嘉 - 画家
- 針すなお - 漫画家
- 牛島慶子 - 漫画家
- 紫堂恭子 - 漫画家
- 326 - イラストレーター
- 岡康道 - クリエイティブ ディレクター、CMプランナー、コピーライター
- 志波西果 - 映画監督
- 神代辰巳 - 映画監督
- 嬉野雅道 - テレビディレクター、プロデューサー、カメラマン、脚本家
- 三井徹 - 音楽学者、英文学者

### 芸能
- 朝夏まなと - 元宝塚歌劇団宙組トップスター
- 亜音有星 - 宝塚歌劇団宙組男役
- 荒木真樹彦 - ミュージシャン
- 内山敬太 - ミュージシャン、ケイタクの「ケイタ」
- 倉本彩 - 熊本県民テレビアナウンサー
- SOH - 歌手、GReeeeN
- 千綿ヒデノリ - ボーカリスト
- 辻萬長 - 俳優、声優
- 中越典子 - 女優
- 西岡孝洋 - フジテレビアナウンサー
- はなわ - 芸人
- 塙宣之 - 漫才師、ナイツボケ担当
- 浜田百合子 - 女優
- 誠直也 - 俳優
- 松尾千歳 - ミュージカル俳優
- 松尾れい子 - 女優
- 真菜 - 歌手、SEED
- 村井國夫 - 俳優
- 本村健太郎 - 弁護士、俳優（旧・川副町出身）
- 森洸 - 福岡放送アナウンサー、元サガテレビアナウンサー
- 優木まおみ - タレント

### スポーツ
- 大麒麟將能 - 大相撲力士
- 楠ノ海正治 - 大相撲力士
- 栃栄篤史 - 大相撲力士
- 新谷博 - プロ野球選手
- 岸川雄二 - プロ野球選手
- 渡辺正和 - プロ野球選手
- 梅野雄吾 - プロ野球選手
- 香田誉士史 - 高校野球部監督
- 井上茂徳 - 元競輪選手
- 小川浩一 - プロ野球選手
- 實松一成 - プロ野球選手
- 堤裕貴 - プロ野球選手（旧・久保田町出身）
- 古賀輝希 - プロ野球選手
- 水町亮介 - プロバスケットボール選手、秋田ノーザンハピネッツ所属
- 濱田真由 - テコンドー選手。ロンドンオリンピック・リオデジャネイロ五輪出場（旧・川副町出身）
- 岡本留佳 - テコンドー選手
- 徳永一斗 - ラグビー選手

### その他
- 石井亮一 - 日本初の知的障害者養護施設「滝乃川学園」創設者
- 江崎利一 - 実業家、江崎グリコ創業者
- 空閑昇 - 軍人
- 倉永辰治 - 軍人
- 牟田口廉也 - 軍人（陸軍中将）
- 横田紀子 - 自衛官（陸将補）
- 黒田チカ - 日本初の女性化学者
- 坂井三郎 - 太平洋戦争で活躍した戦闘機パイロット
- 佐野常民 - 日本赤十字社の前身にあたる博愛社の創設者、佐賀の七賢人の1人
- 新郷重雄 - 世界的な品質コンサルタント
- 武富善吉 - 実業家。幕府時代に佐賀藩の財政を支え、明治期に政商となった。
- 武富礼衣 - 将棋の女流棋士
- 中地シゲヨ - 教育者、スーパーセンテナリアン
- 平山憲一 - フランス料理人、日光プリンスホテル料理長、百笑厨人
- 本野盛亨 - 読売新聞創業者、官僚
- 眞崎仁六 - 三菱鉛筆創業者
- 野中元右衛門 - 佐賀藩の政商、フランスで死亡した最初の日本人

### 佐賀市在住の有名人
- 島田洋七 - 漫才師、タレント、作家（代表作 : 佐賀のがばいばあちゃん）
- 今井雄太郎 - 元プロ野球選手。引退後、野球解説者をしながら佐賀市内で食堂を経営していた。

### 佐賀市が撮影で使われた作品
- 張込み（1958年1月15日、松竹大船製作、松竹配給）松本清張原作
- 新日本紀行「掘り割りのまち 〜佐賀市〜」（1974年6月10日、NHK）[38]
- 風が通り抜ける道・・すべての愛が存在する島（2024年公開映画、イオンエンターテイメント、沖縄県後援）